# Lista de asteroides (438001-439000)
Esta é uma lista parcial de asteroides, do asteroide número 438001 até o 439000, inclusive. Veja também o índice com todas as listas disponíveis.

| Objeto Próximos à Terra | Cinturão de asteroides (interno) | Cinturão de asteroides (externo) | Centauro       |
| Cruzador de Marte       | Cinturão de asteroides (meio)    | Troianos de Júpiter              | Transnetuniano |

Veja mais dados de cada asteroide na ligação externa para o Minor Planet Center na última coluna.
Índice: 438001... 438101... 438201... 438301... 438401... 438501... 438601... 438701... 438801... 438901... 

## 438001–438100
| Designação | Designação | Descoberta  | Descoberta       | Descobridor(es)     | Categoria | Mais informações / Referência |
| Permanente | Provisória | Data        | Local            | Descobridor(es)     | Categoria | Mais informações / Referência |
| ---------- | ---------- | ----------- | ---------------- | ------------------- | --------- | ----------------------------- |
| 438001     | 2003 UT182 | 21 out 2003 | Palomar          | NEAT                | —         | MPC                           |
| 438002     | 2003 UB308 | 18 out 2003 | Kitt Peak        | Spacewatch          | —         | MPC                           |
| 438003     | 2003 UT325 | 17 out 2003 | Apache Point     | SDSS                | —         | MPC                           |
| 438004     | 2003 UX375 | 22 out 2003 | Apache Point     | SDSS                | —         | MPC                           |
| 438005     | 2003 WQ1   | 16 nov 2003 | Catalina         | CSS                 | —         | MPC                           |
| 438006     | 2003 WZ3   | 16 nov 2003 | Catalina         | CSS                 | —         | MPC                           |
| 438007     | 2003 WQ16  | 18 nov 2003 | Palomar          | NEAT                | —         | MPC                           |
| 438008     | 2003 WR22  | 3 nov 2003  | Socorro          | LINEAR              | —         | MPC                           |
| 438009     | 2003 WU22  | 18 nov 2003 | Kitt Peak        | Spacewatch          | —         | MPC                           |
| 438010     | 2003 WT25  | 21 nov 2003 | Socorro          | LINEAR              | —         | MPC                           |
| 438011     | 2003 WU40  | 19 nov 2003 | Kitt Peak        | Spacewatch          | —         | MPC                           |
| 438012     | 2003 WK50  | 19 nov 2003 | Socorro          | LINEAR              | —         | MPC                           |
| 438013     | 2003 WW51  | 19 nov 2003 | Kitt Peak        | Spacewatch          | —         | MPC                           |
| 438014     | 2003 XH17  | 14 dez 2003 | Kitt Peak        | Spacewatch          | —         | MPC                           |
| 438015     | 2003 XV27  | 21 nov 2003 | Kitt Peak        | Spacewatch          | —         | MPC                           |
| 438016     | 2003 YH1   | 22 dez 1998 | Kitt Peak        | Spacewatch          | —         | MPC                           |
| 438017     | 2003 YO3   | 18 dez 2003 | Socorro          | LINEAR              | —         | MPC                           |
| 438018     | 2003 YQ17  | 20 dez 2003 | Socorro          | LINEAR              | —         | MPC                           |
| 438019     | 2003 YU26  | 18 dez 2003 | Palomar          | NEAT                | —         | MPC                           |
| 438020     | 2003 YH140 | 18 dez 2003 | Socorro          | LINEAR              | Phocaea   | MPC                           |
| 438021     | 2004 BW2   | 27 dez 2003 | Socorro          | LINEAR              | —         | MPC                           |
| 438022     | 2004 BN8   | 17 jan 2004 | Kitt Peak        | Spacewatch          | —         | MPC                           |
| 438023     | 2004 BV100 | 19 jan 2004 | Kitt Peak        | Spacewatch          | —         | MPC                           |
| 438024     | 2004 CD26  | 11 fev 2004 | Catalina         | CSS                 | —         | MPC                           |
| 438025     | 2004 CA52  | 31 jan 2004 | Socorro          | LINEAR              | —         | MPC                           |
| 438026     | 2004 DJ6   | 16 fev 2004 | Kitt Peak        | Spacewatch          | —         | MPC                           |
| 438027     | 2004 EN85  | 23 fev 2004 | Socorro          | LINEAR              | —         | MPC                           |
| 438028     | 2004 EH96  | 15 mar 2004 | Kitt Peak        | M. W. Buie          | —         | MPC                           |
| 438029     | 2004 FE29  | 27 mar 2004 | Socorro          | LINEAR              | —         | MPC                           |
| 438030     | 2004 FL111 | 26 mar 2004 | Socorro          | LINEAR              | —         | MPC                           |
| 438031     | 2004 FJ141 | 18 mar 2004 | Socorro          | LINEAR              | —         | MPC                           |
| 438032     | 2004 GF8   | 12 abr 2004 | Kitt Peak        | Spacewatch          | —         | MPC                           |
| 438033     | 2004 GY48  | 12 abr 2004 | Kitt Peak        | Spacewatch          | —         | MPC                           |
| 438034     | 2004 GH79  | 12 abr 2004 | Anderson Mesa    | LONEOS              | —         | MPC                           |
| 438035     | 2004 HT3   | 16 abr 2004 | Kitt Peak        | Spacewatch          | —         | MPC                           |
| 438036     | 2004 HS23  | 16 abr 2004 | Kitt Peak        | Spacewatch          | —         | MPC                           |
| 438037     | 2004 HC29  | 21 abr 2004 | Kitt Peak        | Spacewatch          | —         | MPC                           |
| 438038     | 2004 JJ5   | 12 abr 2004 | Kitt Peak        | Spacewatch          | —         | MPC                           |
| 438039     | 2004 JS7   | 10 mai 2004 | Kitt Peak        | Spacewatch          | —         | MPC                           |
| 438040     | 2004 JW11  | 13 mai 2004 | Socorro          | LINEAR              | —         | MPC                           |
| 438041     | 2004 KN2   | 16 mai 2004 | Kitt Peak        | Spacewatch          | —         | MPC                           |
| 438042     | 2004 KA8   | 19 mai 2004 | Needville        | Needville Obs.      | —         | MPC                           |
| 438043     | 2004 LW5   | 13 jun 2004 | Kitt Peak        | Spacewatch          | —         | MPC                           |
| 438044     | 2004 NA1   | 7 jul 2004  | Campo Imperatore | CINEOS              | —         | MPC                           |
| 438045     | 2004 NV7   | 11 jul 2004 | Socorro          | LINEAR              | —         | MPC                           |
| 438046     | 2004 NG31  | 11 jul 2004 | Anderson Mesa    | LONEOS              | —         | MPC                           |
| 438047     | 2004 OO10  | 21 jul 2004 | Reedy Creek      | J. Broughton        | —         | MPC                           |
| 438048     | 2004 OQ13  | 22 jul 2004 | Mauna Kea        | C. Veillet          | —         | MPC                           |
| 438049     | 2004 PH36  | 9 ago 2004  | Campo Imperatore | CINEOS              | —         | MPC                           |
| 438050     | 2004 PR36  | 9 ago 2004  | Socorro          | LINEAR              | —         | MPC                           |
| 438051     | 2004 PV50  | 8 ago 2004  | Socorro          | LINEAR              | —         | MPC                           |
| 438052     | 2004 PV54  | 8 ago 2004  | Anderson Mesa    | LONEOS              | —         | MPC                           |
| 438053     | 2004 PN94  | 10 ago 2004 | Anderson Mesa    | LONEOS              | —         | MPC                           |
| 438054     | 2004 PJ97  | 11 ago 2004 | Palomar          | NEAT                | —         | MPC                           |
| 438055     | 2004 PV106 | 15 ago 2004 | Campo Imperatore | CINEOS              | —         | MPC                           |
| 438056     | 2004 QZ27  | 22 ago 2004 | Kitt Peak        | Spacewatch          | —         | MPC                           |
| 438057     | 2004 RY2   | 21 jun 2004 | Socorro          | LINEAR              | —         | MPC                           |
| 438058     | 2004 RF20  | 7 set 2004  | Socorro          | LINEAR              | —         | MPC                           |
| 438059     | 2004 RM27  | 6 set 2004  | Palomar          | NEAT                | —         | MPC                           |
| 438060     | 2004 RD33  | 7 set 2004  | Socorro          | LINEAR              | —         | MPC                           |
| 438061     | 2004 RH35  | 7 set 2004  | Socorro          | LINEAR              | —         | MPC                           |
| 438062     | 2004 RK50  | 8 set 2004  | Socorro          | LINEAR              | Mitidika  | MPC                           |
| 438063     | 2004 RM53  | 8 set 2004  | Socorro          | LINEAR              | —         | MPC                           |
| 438064     | 2004 RB58  | 8 set 2004  | Socorro          | LINEAR              | —         | MPC                           |
| 438065     | 2004 RD60  | 8 set 2004  | Socorro          | LINEAR              | Mitidika  | MPC                           |
| 438066     | 2004 RM68  | 8 set 2004  | Socorro          | LINEAR              | —         | MPC                           |
| 438067     | 2004 RN72  | 8 set 2004  | Socorro          | LINEAR              | —         | MPC                           |
| 438068     | 2004 RJ89  | 8 set 2004  | Socorro          | LINEAR              | —         | MPC                           |
| 438069     | 2004 RS111 | 12 set 2004 | Socorro          | LINEAR              | —         | MPC                           |
| 438070     | 2004 RN113 | 7 set 2004  | Socorro          | LINEAR              | —         | MPC                           |
| 438071     | 2004 RW123 | 7 set 2004  | Palomar          | NEAT                | —         | MPC                           |
| 438072     | 2004 RP145 | 9 set 2004  | Socorro          | LINEAR              | —         | MPC                           |
| 438073     | 2004 RD147 | 9 set 2004  | Socorro          | LINEAR              | —         | MPC                           |
| 438074     | 2004 RD207 | 11 set 2004 | Socorro          | LINEAR              | —         | MPC                           |
| 438075     | 2004 RS211 | 11 set 2004 | Socorro          | LINEAR              | —         | MPC                           |
| 438076     | 2004 RY221 | 13 set 2004 | Socorro          | LINEAR              | —         | MPC                           |
| 438077     | 2004 RE248 | 12 set 2004 | Socorro          | LINEAR              | —         | MPC                           |
| 438078     | 2004 RN248 | 12 set 2004 | Socorro          | LINEAR              | —         | MPC                           |
| 438079     | 2004 RS279 | 15 set 2004 | Kitt Peak        | Spacewatch          | —         | MPC                           |
| 438080     | 2004 RF341 | 11 set 2004 | Socorro          | LINEAR              | —         | MPC                           |
| 438081     | 2004 TP60  | 5 out 2004  | Anderson Mesa    | LONEOS              | —         | MPC                           |
| 438082     | 2004 TB61  | 5 out 2004  | Anderson Mesa    | LONEOS              | —         | MPC                           |
| 438083     | 2004 TF120 | 6 out 2004  | Palomar          | NEAT                | —         | MPC                           |
| 438084     | 2004 TE136 | 18 set 2004 | Socorro          | LINEAR              | —         | MPC                           |
| 438085     | 2004 TA142 | 4 out 2004  | Kitt Peak        | Spacewatch          | —         | MPC                           |
| 438086     | 2004 TJ174 | 9 out 2004  | Socorro          | LINEAR              | —         | MPC                           |
| 438087     | 2004 TB273 | 9 out 2004  | Kitt Peak        | Spacewatch          | —         | MPC                           |
| 438088     | 2004 TU276 | 9 out 2004  | Kitt Peak        | Spacewatch          | —         | MPC                           |
| 438089     | 2004 TL299 | 8 out 2004  | Anderson Mesa    | LONEOS              | —         | MPC                           |
| 438090     | 2004 TX366 | 15 out 2004 | Mount Lemmon     | Mount Lemmon Survey | —         | MPC                           |
| 438091     | 2004 VS37  | 4 nov 2004  | Kitt Peak        | Spacewatch          | Mitidika  | MPC                           |
| 438092     | 2004 XT    | 1 dez 2004  | Catalina         | CSS                 | —         | MPC                           |
| 438093     | 2004 XL30  | 10 dez 2004 | Campo Imperatore | CINEOS              | —         | MPC                           |
| 438094     | 2004 XP102 | 13 dez 2004 | Anderson Mesa    | LONEOS              | —         | MPC                           |
| 438095     | 2005 BW4   | 19 dez 2004 | Mount Lemmon     | Mount Lemmon Survey | —         | MPC                           |
| 438096     | 2005 CX23  | 2 fev 2005  | Kitt Peak        | Spacewatch          | —         | MPC                           |
| 438097     | 2005 CY27  | 3 fev 2005  | Socorro          | LINEAR              | —         | MPC                           |
| 438098     | 2005 CS56  | 9 fev 2005  | Gnosca           | S. Sposetti         | —         | MPC                           |
| 438099     | 2005 CH65  | 9 fev 2005  | Kitt Peak        | Spacewatch          | —         | MPC                           |
| 438100     | 2005 EZ2   | 17 jan 2005 | Kitt Peak        | Spacewatch          | —         | MPC                           |

## 438101–438200
| Designação | Designação | Descoberta  | Descoberta        | Descobridor(es)     | Categoria | Mais informações / Referência |
| Permanente | Provisória | Data        | Local             | Descobridor(es)     | Categoria | Mais informações / Referência |
| ---------- | ---------- | ----------- | ----------------- | ------------------- | --------- | ----------------------------- |
| 438101     | 2005 EL17  | 3 mar 2005  | Kitt Peak         | Spacewatch          | —         | MPC                           |
| 438102     | 2005 EG107 | 4 mar 2005  | Catalina          | CSS                 | —         | MPC                           |
| 438103     | 2005 EU193 | 11 mar 2005 | Mount Lemmon      | Mount Lemmon Survey | —         | MPC                           |
| 438104     | 2005 FU14  | 18 mar 2005 | Catalina          | CSS                 | —         | MPC                           |
| 438105     | 2005 GO22  | 5 abr 2005  | Socorro           | LINEAR              | —         | MPC                           |
| 438106     | 2005 GJ99  | 7 abr 2005  | Kitt Peak         | Spacewatch          | —         | MPC                           |
| 438107     | 2005 GY110 | 10 abr 2005 | Siding Spring     | SSS                 | —         | MPC                           |
| 438108     | 2005 GE165 | 10 abr 2005 | Catalina          | CSS                 | —         | MPC                           |
| 438109     | 2005 JM49  | 4 mai 2005  | Kitt Peak         | Spacewatch          | —         | MPC                           |
| 438110     | 2005 JE61  | 8 mai 2005  | Kitt Peak         | Spacewatch          | —         | MPC                           |
| 438111     | 2005 JX136 | 18 abr 2005 | Kitt Peak         | Spacewatch          | —         | MPC                           |
| 438112     | 2005 JL161 | 8 mai 2005  | Kitt Peak         | Spacewatch          | —         | MPC                           |
| 438113     | 2005 LM13  | 4 jun 2005  | Kitt Peak         | Spacewatch          | —         | MPC                           |
| 438114     | 2005 MN48  | 29 jun 2005 | Kitt Peak         | Spacewatch          | —         | MPC                           |
| 438115     | 2005 NS15  | 2 jul 2005  | Kitt Peak         | Spacewatch          | —         | MPC                           |
| 438116     | 2005 NX44  | 10 jul 2005 | Catalina          | CSS                 | —         | MPC                           |
| 438117     | 2005 NL46  | 5 jul 2005  | Palomar           | NEAT                | —         | MPC                           |
| 438118     | 2005 NR85  | 3 jul 2005  | Mount Lemmon      | Mount Lemmon Survey | —         | MPC                           |
| 438119     | 2005 OU25  | 31 jul 2005 | Palomar           | NEAT                | —         | MPC                           |
| 438120     | 2005 QW9   | 25 ago 2005 | Campo Imperatore  | CINEOS              | —         | MPC                           |
| 438121     | 2005 QL14  | 25 ago 2005 | Palomar           | NEAT                | —         | MPC                           |
| 438122     | 2005 QM27  | 27 ago 2005 | Kitt Peak         | Spacewatch          | —         | MPC                           |
| 438123     | 2005 QT59  | 25 ago 2005 | Palomar           | NEAT                | Brangane  | MPC                           |
| 438124     | 2005 QL67  | 28 ago 2005 | Kitt Peak         | Spacewatch          | —         | MPC                           |
| 438125     | 2005 QS79  | 26 ago 2005 | Campo Imperatore  | CINEOS              | —         | MPC                           |
| 438126     | 2005 QQ83  | 29 ago 2005 | Anderson Mesa     | LONEOS              | —         | MPC                           |
| 438127     | 2005 QU114 | 27 ago 2005 | Palomar           | NEAT                | —         | MPC                           |
| 438128     | 2005 QF117 | 28 ago 2005 | Kitt Peak         | Spacewatch          | —         | MPC                           |
| 438129     | 2005 QV121 | 28 ago 2005 | Kitt Peak         | Spacewatch          | —         | MPC                           |
| 438130     | 2005 QC138 | 28 ago 2005 | Kitt Peak         | Spacewatch          | —         | MPC                           |
| 438131     | 2005 QU155 | 30 ago 2005 | Palomar           | NEAT                | —         | MPC                           |
| 438132     | 2005 QE157 | 30 ago 2005 | Palomar           | NEAT                | —         | MPC                           |
| 438133     | 2005 QB181 | 30 ago 2005 | Palomar           | NEAT                | —         | MPC                           |
| 438134     | 2005 RE4   | 3 set 2005  | Bergisch Gladbach | W. Bickel           | —         | MPC                           |
| 438135     | 2005 RA6   | 6 set 2005  | Anderson Mesa     | LONEOS              | —         | MPC                           |
| 438136     | 2005 RA7   | 6 set 2005  | Anderson Mesa     | LONEOS              | —         | MPC                           |
| 438137     | 2005 RP23  | 16 ago 2005 | Socorro           | LINEAR              | —         | MPC                           |
| 438138     | 2005 RC31  | 11 set 2005 | Kitt Peak         | Spacewatch          | —         | MPC                           |
| 438139     | 2005 RF45  | 11 set 2005 | Socorro           | LINEAR              | —         | MPC                           |
| 438140     | 2005 SH2   | 23 set 2005 | Kitt Peak         | Spacewatch          | —         | MPC                           |
| 438141     | 2005 SL20  | 23 set 2005 | Catalina          | CSS                 | —         | MPC                           |
| 438142     | 2005 SN34  | 23 set 2005 | Kitt Peak         | Spacewatch          | —         | MPC                           |
| 438143     | 2005 SW43  | 24 set 2005 | Kitt Peak         | Spacewatch          | —         | MPC                           |
| 438144     | 2005 SS49  | 24 set 2005 | Kitt Peak         | Spacewatch          | —         | MPC                           |
| 438145     | 2005 SB79  | 24 set 2005 | Kitt Peak         | Spacewatch          | —         | MPC                           |
| 438146     | 2005 SP80  | 24 set 2005 | Kitt Peak         | Spacewatch          | —         | MPC                           |
| 438147     | 2005 SW91  | 24 set 2005 | Kitt Peak         | Spacewatch          | —         | MPC                           |
| 438148     | 2005 SB101 | 25 set 2005 | Kitt Peak         | Spacewatch          | —         | MPC                           |
| 438149     | 2005 ST102 | 25 set 2005 | Kitt Peak         | Spacewatch          | Brangane  | MPC                           |
| 438150     | 2005 SV108 | 26 set 2005 | Kitt Peak         | Spacewatch          | —         | MPC                           |
| 438151     | 2005 SW138 | 25 set 2005 | Kitt Peak         | Spacewatch          | —         | MPC                           |
| 438152     | 2005 SC142 | 25 set 2005 | Kitt Peak         | Spacewatch          | —         | MPC                           |
| 438153     | 2005 SN143 | 25 set 2005 | Kitt Peak         | Spacewatch          | —         | MPC                           |
| 438154     | 2005 SR154 | 26 set 2005 | Kitt Peak         | Spacewatch          | —         | MPC                           |
| 438155     | 2005 SU193 | 25 set 2005 | Catalina          | CSS                 | —         | MPC                           |
| 438156     | 2005 SK197 | 13 set 2005 | Kitt Peak         | Spacewatch          | —         | MPC                           |
| 438157     | 2005 SL198 | 30 ago 2005 | Kitt Peak         | Spacewatch          | —         | MPC                           |
| 438158     | 2005 ST227 | 30 set 2005 | Kitt Peak         | Spacewatch          | —         | MPC                           |
| 438159     | 2005 SJ232 | 30 set 2005 | Mount Lemmon      | Mount Lemmon Survey | —         | MPC                           |
| 438160     | 2005 SV233 | 30 set 2005 | Mount Lemmon      | Mount Lemmon Survey | —         | MPC                           |
| 438161     | 2005 SH250 | 23 set 2005 | Kitt Peak         | Spacewatch          | —         | MPC                           |
| 438162     | 2005 SH255 | 22 set 2005 | Palomar           | NEAT                | —         | MPC                           |
| 438163     | 2005 SY263 | 23 set 2005 | Kitt Peak         | Spacewatch          | Mitidika  | MPC                           |
| 438164     | 2005 SV269 | 29 set 2005 | Catalina          | CSS                 | —         | MPC                           |
| 438165     | 2005 SQ280 | 27 set 2005 | Palomar           | NEAT                | —         | MPC                           |
| 438166     | 2005 TC10  | 2 out 2005  | Palomar           | NEAT                | —         | MPC                           |
| 438167     | 2005 TM16  | 14 set 2005 | Kitt Peak         | Spacewatch          | —         | MPC                           |
| 438168     | 2005 TW21  | 1 out 2005  | Kitt Peak         | Spacewatch          | —         | MPC                           |
| 438169     | 2005 TJ24  | 1 out 2005  | Mount Lemmon      | Mount Lemmon Survey | —         | MPC                           |
| 438170     | 2005 TK26  | 1 out 2005  | Mount Lemmon      | Mount Lemmon Survey | —         | MPC                           |
| 438171     | 2005 TY28  | 2 out 2005  | Palomar           | NEAT                | —         | MPC                           |
| 438172     | 2005 TP34  | 1 out 2005  | Kitt Peak         | Spacewatch          | —         | MPC                           |
| 438173     | 2005 TU38  | 1 out 2005  | Catalina          | CSS                 | —         | MPC                           |
| 438174     | 2005 TL71  | 7 out 2005  | Mount Lemmon      | Mount Lemmon Survey | —         | MPC                           |
| 438175     | 2005 TX77  | 6 out 2005  | Mount Lemmon      | Mount Lemmon Survey | —         | MPC                           |
| 438176     | 2005 TA92  | 25 set 2005 | Kitt Peak         | Spacewatch          | —         | MPC                           |
| 438177     | 2005 TV126 | 7 out 2005  | Kitt Peak         | Spacewatch          | —         | MPC                           |
| 438178     | 2005 TQ137 | 6 out 2005  | Kitt Peak         | Spacewatch          | —         | MPC                           |
| 438179     | 2005 TS142 | 8 out 2005  | Kitt Peak         | Spacewatch          | —         | MPC                           |
| 438180     | 2005 TG154 | 8 out 2005  | Socorro           | LINEAR              | —         | MPC                           |
| 438181     | 2005 TB160 | 9 out 2005  | Kitt Peak         | Spacewatch          | —         | MPC                           |
| 438182     | 2005 TL172 | 29 set 2005 | Catalina          | CSS                 | —         | MPC                           |
| 438183     | 2005 TR193 | 3 out 2005  | Palomar           | NEAT                | —         | MPC                           |
| 438184     | 2005 TS195 | 1 out 2005  | Mount Lemmon      | Mount Lemmon Survey | —         | MPC                           |
| 438185     | 2005 TC197 | 12 out 2005 | Kitt Peak         | Spacewatch          | —         | MPC                           |
| 438186     | 2005 UE10  | 21 out 2005 | Palomar           | NEAT                | —         | MPC                           |
| 438187     | 2005 UT13  | 11 out 2005 | Kitt Peak         | Spacewatch          | Brangane  | MPC                           |
| 438188     | 2005 UK14  | 30 set 2005 | Mount Lemmon      | Mount Lemmon Survey | —         | MPC                           |
| 438189     | 2005 UB16  | 22 out 2005 | Kitt Peak         | Spacewatch          | —         | MPC                           |
| 438190     | 2005 UC25  | 23 out 2005 | Kitt Peak         | Spacewatch          | —         | MPC                           |
| 438191     | 2005 UX34  | 24 out 2005 | Kitt Peak         | Spacewatch          | —         | MPC                           |
| 438192     | 2005 UF43  | 22 out 2005 | Kitt Peak         | Spacewatch          | —         | MPC                           |
| 438193     | 2005 UW45  | 29 set 2005 | Mount Lemmon      | Mount Lemmon Survey | —         | MPC                           |
| 438194     | 2005 UR48  | 22 out 2005 | Kitt Peak         | Spacewatch          | Ursula    | MPC                           |
| 438195     | 2005 UT52  | 25 set 2005 | Kitt Peak         | Spacewatch          | —         | MPC                           |
| 438196     | 2005 US57  | 22 out 2005 | Catalina          | CSS                 | —         | MPC                           |
| 438197     | 2005 UL60  | 25 out 2005 | Anderson Mesa     | LONEOS              | —         | MPC                           |
| 438198     | 2005 UO74  | 23 out 2005 | Palomar           | NEAT                | —         | MPC                           |
| 438199     | 2005 UB81  | 5 out 2005  | Kitt Peak         | Spacewatch          | —         | MPC                           |
| 438200     | 2005 UM85  | 22 out 2005 | Kitt Peak         | Spacewatch          | —         | MPC                           |

## 438201–438300
| Designação | Designação | Descoberta  | Descoberta       | Descobridor(es)     | Categoria | Mais informações / Referência |
| Permanente | Provisória | Data        | Local            | Descobridor(es)     | Categoria | Mais informações / Referência |
| ---------- | ---------- | ----------- | ---------------- | ------------------- | --------- | ----------------------------- |
| 438201     | 2005 UG128 | 24 out 2005 | Kitt Peak        | Spacewatch          | —         | MPC                           |
| 438202     | 2005 UE129 | 24 out 2005 | Kitt Peak        | Spacewatch          | —         | MPC                           |
| 438203     | 2005 UZ131 | 24 out 2005 | Palomar          | NEAT                | —         | MPC                           |
| 438204     | 2005 UN143 | 25 out 2005 | Kitt Peak        | Spacewatch          | —         | MPC                           |
| 438205     | 2005 UO158 | 30 out 2005 | Goodricke-Pigott | R. A. Tucker        | —         | MPC                           |
| 438206     | 2005 UA164 | 24 out 2005 | Kitt Peak        | Spacewatch          | —         | MPC                           |
| 438207     | 2005 UB186 | 25 out 2005 | Mount Lemmon     | Mount Lemmon Survey | Ursula    | MPC                           |
| 438208     | 2005 UH205 | 1 out 2005  | Mount Lemmon     | Mount Lemmon Survey | —         | MPC                           |
| 438209     | 2005 UZ213 | 23 out 2005 | Palomar          | NEAT                | —         | MPC                           |
| 438210     | 2005 UL228 | 25 out 2005 | Kitt Peak        | Spacewatch          | —         | MPC                           |
| 438211     | 2005 UT235 | 25 out 2005 | Kitt Peak        | Spacewatch          | —         | MPC                           |
| 438212     | 2005 UV236 | 25 out 2005 | Kitt Peak        | Spacewatch          | —         | MPC                           |
| 438213     | 2005 UP241 | 25 out 2005 | Kitt Peak        | Spacewatch          | —         | MPC                           |
| 438214     | 2005 UR242 | 25 out 2005 | Kitt Peak        | Spacewatch          | —         | MPC                           |
| 438215     | 2005 UY267 | 27 out 2005 | Mount Lemmon     | Mount Lemmon Survey | —         | MPC                           |
| 438216     | 2005 UD282 | 25 out 2005 | Mount Lemmon     | Mount Lemmon Survey | —         | MPC                           |
| 438217     | 2005 UZ291 | 26 out 2005 | Kitt Peak        | Spacewatch          | —         | MPC                           |
| 438218     | 2005 UJ309 | 1 out 2005  | Mount Lemmon     | Mount Lemmon Survey | —         | MPC                           |
| 438219     | 2005 UQ335 | 30 out 2005 | Kitt Peak        | Spacewatch          | —         | MPC                           |
| 438220     | 2005 UH342 | 31 out 2005 | Mount Lemmon     | Mount Lemmon Survey | —         | MPC                           |
| 438221     | 2005 UV346 | 30 out 2005 | Kitt Peak        | Spacewatch          | —         | MPC                           |
| 438222     | 2005 UN350 | 28 out 2005 | Kitt Peak        | Spacewatch          | Eunomia   | MPC                           |
| 438223     | 2005 UK396 | 26 out 2005 | Palomar          | NEAT                | —         | MPC                           |
| 438224     | 2005 UV397 | 29 out 2005 | Catalina         | CSS                 | —         | MPC                           |
| 438225     | 2005 UT423 | 28 out 2005 | Kitt Peak        | Spacewatch          | —         | MPC                           |
| 438226     | 2005 UE462 | 30 out 2005 | Kitt Peak        | Spacewatch          | —         | MPC                           |
| 438227     | 2005 UM463 | 30 out 2005 | Kitt Peak        | Spacewatch          | —         | MPC                           |
| 438228     | 2005 UH474 | 31 out 2005 | Mount Lemmon     | Mount Lemmon Survey | —         | MPC                           |
| 438229     | 2005 UK480 | 22 out 2005 | Palomar          | NEAT                | —         | MPC                           |
| 438230     | 2005 UC482 | 10 out 2005 | Anderson Mesa    | LONEOS              | —         | MPC                           |
| 438231     | 2005 UB493 | 25 out 2005 | Catalina         | CSS                 | —         | MPC                           |
| 438232     | 2005 UY510 | 26 out 2005 | Kitt Peak        | Spacewatch          | —         | MPC                           |
| 438233     | 2005 UH518 | 25 out 2005 | Apache Point     | A. C. Becker        | —         | MPC                           |
| 438234     | 2005 UN521 | 6 out 2005  | Catalina         | CSS                 | —         | MPC                           |
| 438235     | 2005 UB524 | 27 out 2005 | Apache Point     | A. C. Becker        | —         | MPC                           |
| 438236     | 2005 VS1   | 23 out 2005 | Catalina         | CSS                 | —         | MPC                           |
| 438237     | 2005 VJ17  | 4 nov 2005  | Kitt Peak        | Spacewatch          | —         | MPC                           |
| 438238     | 2005 VW29  | 4 nov 2005  | Kitt Peak        | Spacewatch          | —         | MPC                           |
| 438239     | 2005 VN65  | 25 out 2005 | Kitt Peak        | Spacewatch          | —         | MPC                           |
| 438240     | 2005 VT65  | 25 out 2005 | Kitt Peak        | Spacewatch          | —         | MPC                           |
| 438241     | 2005 VK78  | 6 nov 2005  | Kitt Peak        | Spacewatch          | —         | MPC                           |
| 438242     | 2005 VO79  | 3 nov 2005  | Socorro          | LINEAR              | —         | MPC                           |
| 438243     | 2005 VA90  | 6 nov 2005  | Kitt Peak        | Spacewatch          | —         | MPC                           |
| 438244     | 2005 VX97  | 5 nov 2005  | Catalina         | CSS                 | —         | MPC                           |
| 438245     | 2005 WU3   | 22 nov 2005 | Socorro          | LINEAR              | —         | MPC                           |
| 438246     | 2005 WZ19  | 21 nov 2005 | Kitt Peak        | Spacewatch          | —         | MPC                           |
| 438247     | 2005 WA33  | 21 nov 2005 | Kitt Peak        | Spacewatch          | —         | MPC                           |
| 438248     | 2005 WG37  | 22 nov 2005 | Kitt Peak        | Spacewatch          | —         | MPC                           |
| 438249     | 2005 WA40  | 11 nov 2005 | Campo Imperatore | CINEOS              | —         | MPC                           |
| 438250     | 2005 WG56  | 26 nov 2005 | Catalina         | CSS                 | —         | MPC                           |
| 438251     | 2005 WN58  | 25 nov 2005 | Mount Lemmon     | Mount Lemmon Survey | —         | MPC                           |
| 438252     | 2005 WV63  | 30 out 2005 | Catalina         | CSS                 | —         | MPC                           |
| 438253     | 2005 WP65  | 26 nov 2005 | Mount Lemmon     | Mount Lemmon Survey | —         | MPC                           |
| 438254     | 2005 WN98  | 25 set 2005 | Kitt Peak        | Spacewatch          | —         | MPC                           |
| 438255     | 2005 WY114 | 28 nov 2005 | Mount Lemmon     | Mount Lemmon Survey | —         | MPC                           |
| 438256     | 2005 WT115 | 30 nov 2005 | Anderson Mesa    | LONEOS              | —         | MPC                           |
| 438257     | 2005 WO118 | 28 nov 2005 | Catalina         | CSS                 | —         | MPC                           |
| 438258     | 2005 WO136 | 26 nov 2005 | Mount Lemmon     | Mount Lemmon Survey | —         | MPC                           |
| 438259     | 2005 WD145 | 25 nov 2005 | Kitt Peak        | Spacewatch          | —         | MPC                           |
| 438260     | 2005 WR154 | 29 nov 2005 | Kitt Peak        | Spacewatch          | —         | MPC                           |
| 438261     | 2005 WB163 | 29 nov 2005 | Kitt Peak        | Spacewatch          | —         | MPC                           |
| 438262     | 2005 WM211 | 26 nov 2005 | Mount Lemmon     | Mount Lemmon Survey | —         | MPC                           |
| 438263     | 2005 XO3   | 1 dez 2005  | Palomar          | NEAT                | —         | MPC                           |
| 438264     | 2005 XZ13  | 1 dez 2005  | Socorro          | LINEAR              | —         | MPC                           |
| 438265     | 2005 XE25  | 3 dez 2005  | Kitt Peak        | Spacewatch          | —         | MPC                           |
| 438266     | 2005 XG55  | 5 dez 2005  | Socorro          | LINEAR              | —         | MPC                           |
| 438267     | 2005 XC75  | 2 dez 2005  | Kitt Peak        | Spacewatch          | —         | MPC                           |
| 438268     | 2005 XX108 | 1 dez 2005  | Kitt Peak        | M. W. Buie          | —         | MPC                           |
| 438269     | 2005 XD117 | 7 dez 2005  | Kitt Peak        | Spacewatch          | —         | MPC                           |
| 438270     | 2005 YZ    | 10 dez 2005 | Catalina         | CSS                 | —         | MPC                           |
| 438271     | 2005 YL8   | 23 dez 2005 | Palomar          | NEAT                | —         | MPC                           |
| 438272     | 2005 YV23  | 24 dez 2005 | Kitt Peak        | Spacewatch          | —         | MPC                           |
| 438273     | 2005 YC25  | 24 dez 2005 | Kitt Peak        | Spacewatch          | —         | MPC                           |
| 438274     | 2005 YE29  | 24 dez 2005 | Kitt Peak        | Spacewatch          | Mitidika  | MPC                           |
| 438275     | 2005 YC31  | 22 dez 2005 | Kitt Peak        | Spacewatch          | —         | MPC                           |
| 438276     | 2005 YR75  | 24 dez 2005 | Kitt Peak        | Spacewatch          | —         | MPC                           |
| 438277     | 2005 YC85  | 8 dez 2005  | Kitt Peak        | Spacewatch          | —         | MPC                           |
| 438278     | 2005 YP98  | 26 dez 2005 | Kitt Peak        | Spacewatch          | —         | MPC                           |
| 438279     | 2005 YJ102 | 25 dez 2005 | Kitt Peak        | Spacewatch          | —         | MPC                           |
| 438280     | 2005 YO111 | 10 dez 2005 | Kitt Peak        | Spacewatch          | Juno      | MPC                           |
| 438281     | 2005 YO130 | 25 dez 2005 | Kitt Peak        | Spacewatch          | —         | MPC                           |
| 438282     | 2005 YR209 | 24 dez 2005 | Socorro          | LINEAR              | —         | MPC                           |
| 438283     | 2005 YO212 | 29 dez 2005 | Socorro          | LINEAR              | —         | MPC                           |
| 438284     | 2006 AD6   | 2 jan 2006  | Catalina         | CSS                 | —         | MPC                           |
| 438285     | 2006 AR32  | 5 jan 2006  | Kitt Peak        | Spacewatch          | —         | MPC                           |
| 438286     | 2006 AY34  | 4 jan 2006  | Kitt Peak        | Spacewatch          | —         | MPC                           |
| 438287     | 2006 AS59  | 5 jan 2006  | Kitt Peak        | Spacewatch          | —         | MPC                           |
| 438288     | 2006 AE67  | 9 jan 2006  | Kitt Peak        | Spacewatch          | —         | MPC                           |
| 438289     | 2006 AG79  | 6 jan 2006  | Kitt Peak        | Spacewatch          | —         | MPC                           |
| 438290     | 2006 AP86  | 3 jan 2006  | Socorro          | LINEAR              | —         | MPC                           |
| 438291     | 2006 AO93  | 7 jan 2006  | Mount Lemmon     | Mount Lemmon Survey | —         | MPC                           |
| 438292     | 2006 BS22  | 22 jan 2006 | Mount Lemmon     | Mount Lemmon Survey | —         | MPC                           |
| 438293     | 2006 BE33  | 21 jan 2006 | Kitt Peak        | Spacewatch          | —         | MPC                           |
| 438294     | 2006 BX60  | 20 jan 2006 | Catalina         | CSS                 | —         | MPC                           |
| 438295     | 2006 BH232 | 31 jan 2006 | Kitt Peak        | Spacewatch          | —         | MPC                           |
| 438296     | 2006 BG277 | 30 jan 2006 | Kitt Peak        | Spacewatch          | —         | MPC                           |
| 438297     | 2006 CV38  | 2 fev 2006  | Kitt Peak        | Spacewatch          | —         | MPC                           |
| 438298     | 2006 CM67  | 6 fev 2006  | Mount Lemmon     | Mount Lemmon Survey | —         | MPC                           |
| 438299     | 2006 DO36  | 20 fev 2006 | Mount Lemmon     | Mount Lemmon Survey | —         | MPC                           |
| 438300     | 2006 DS37  | 20 fev 2006 | Mount Lemmon     | Mount Lemmon Survey | —         | MPC                           |

## 438301–438400
| Designação | Designação | Descoberta  | Descoberta    | Descobridor(es)     | Categoria | Mais informações / Referência |
| Permanente | Provisória | Data        | Local         | Descobridor(es)     | Categoria | Mais informações / Referência |
| ---------- | ---------- | ----------- | ------------- | ------------------- | --------- | ----------------------------- |
| 438301     | 2006 DB50  | 22 fev 2006 | Anderson Mesa | LONEOS              | —         | MPC                           |
| 438302     | 2006 DP139 | 25 fev 2006 | Mount Lemmon  | Mount Lemmon Survey | —         | MPC                           |
| 438303     | 2006 DV146 | 25 fev 2006 | Kitt Peak     | Spacewatch          | —         | MPC                           |
| 438304     | 2006 DZ147 | 25 fev 2006 | Kitt Peak     | Spacewatch          | —         | MPC                           |
| 438305     | 2006 DY207 | 25 fev 2006 | Kitt Peak     | Spacewatch          | —         | MPC                           |
| 438306     | 2006 EF21  | 3 mar 2006  | Kitt Peak     | Spacewatch          | —         | MPC                           |
| 438307     | 2006 FG11  | 23 mar 2006 | Kitt Peak     | Spacewatch          | —         | MPC                           |
| 438308     | 2006 HC11  | 19 abr 2006 | Kitt Peak     | Spacewatch          | —         | MPC                           |
| 438309     | 2006 HS24  | 20 abr 2006 | Kitt Peak     | Spacewatch          | —         | MPC                           |
| 438310     | 2006 HM73  | 25 abr 2006 | Kitt Peak     | Spacewatch          | —         | MPC                           |
| 438311     | 2006 HN80  | 26 abr 2006 | Kitt Peak     | Spacewatch          | —         | MPC                           |
| 438312     | 2006 HW102 | 30 abr 2006 | Kitt Peak     | Spacewatch          | —         | MPC                           |
| 438313     | 2006 HX109 | 20 abr 2006 | Siding Spring | SSS                 | —         | MPC                           |
| 438314     | 2006 HD117 | 26 abr 2006 | Mount Lemmon  | Mount Lemmon Survey | —         | MPC                           |
| 438315     | 2006 HY143 | 27 abr 2006 | Cerro Tololo  | M. W. Buie          | —         | MPC                           |
| 438316     | 2006 HX152 | 30 abr 2006 | Kitt Peak     | Spacewatch          | —         | MPC                           |
| 438317     | 2006 JX    | 4 mai 2006  | Siding Spring | SSS                 | —         | MPC                           |
| 438318     | 2006 JV3   | 2 mai 2006  | Mount Lemmon  | Mount Lemmon Survey | —         | MPC                           |
| 438319     | 2006 JX48  | 14 mai 2006 | Palomar       | NEAT                | —         | MPC                           |
| 438320     | 2006 KC5   | 19 mai 2006 | Mount Lemmon  | Mount Lemmon Survey | —         | MPC                           |
| 438321     | 2006 KU8   | 8 mai 2006  | Siding Spring | SSS                 | —         | MPC                           |
| 438322     | 2006 KB15  | 9 mai 2006  | Mount Lemmon  | Mount Lemmon Survey | —         | MPC                           |
| 438323     | 2006 KO27  | 20 mai 2006 | Kitt Peak     | Spacewatch          | —         | MPC                           |
| 438324     | 2006 KE31  | 30 abr 2006 | Kitt Peak     | Spacewatch          | —         | MPC                           |
| 438325     | 2006 KA44  | 21 mai 2006 | Kitt Peak     | Spacewatch          | —         | MPC                           |
| 438326     | 2006 KN50  | 21 mai 2006 | Kitt Peak     | Spacewatch          | —         | MPC                           |
| 438327     | 2006 KF52  | 21 mai 2006 | Kitt Peak     | Spacewatch          | —         | MPC                           |
| 438328     | 2006 KP53  | 21 mai 2006 | Kitt Peak     | Spacewatch          | —         | MPC                           |
| 438329     | 2006 KL65  | 24 mai 2006 | Kitt Peak     | Spacewatch          | —         | MPC                           |
| 438330     | 2006 KN68  | 20 mai 2006 | Mount Lemmon  | Mount Lemmon Survey | —         | MPC                           |
| 438331     | 2006 KC69  | 21 mai 2006 | Palomar       | NEAT                | —         | MPC                           |
| 438332     | 2006 KQ103 | 30 mai 2006 | Nyukasa       | Mount Nyukasa Stn.  | —         | MPC                           |
| 438333     | 2006 KZ119 | 9 mai 2006  | Mount Lemmon  | Mount Lemmon Survey | —         | MPC                           |
| 438334     | 2006 KD139 | 25 mai 2006 | Mauna Kea     | P. A. Wiegert       | —         | MPC                           |
| 438335     | 2006 MC6   | 19 jun 2006 | Kitt Peak     | Spacewatch          | —         | MPC                           |
| 438336     | 2006 PH10  | 26 mai 2006 | Mount Lemmon  | Mount Lemmon Survey | —         | MPC                           |
| 438337     | 2006 PH25  | 13 ago 2006 | Palomar       | NEAT                | —         | MPC                           |
| 438338     | 2006 QX71  | 21 ago 2006 | Kitt Peak     | Spacewatch          | —         | MPC                           |
| 438339     | 2006 QU112 | 24 ago 2006 | Socorro       | LINEAR              | —         | MPC                           |
| 438340     | 2006 QV118 | 27 ago 2006 | Lulin         | H.-C. Lin, Q.-z. Ye | —         | MPC                           |
| 438341     | 2006 QX123 | 29 ago 2006 | Anderson Mesa | LONEOS              | —         | MPC                           |
| 438342     | 2006 QQ169 | 27 ago 2006 | Anderson Mesa | LONEOS              | —         | MPC                           |
| 438343     | 2006 RO    | 25 mai 2006 | Mount Lemmon  | Mount Lemmon Survey | —         | MPC                           |
| 438344     | 2006 RJ24  | 14 set 2006 | Kitt Peak     | Spacewatch          | —         | MPC                           |
| 438345     | 2006 RO27  | 21 jul 2006 | Mount Lemmon  | Mount Lemmon Survey | —         | MPC                           |
| 438346     | 2006 RU66  | 14 set 2006 | Kitt Peak     | Spacewatch          | —         | MPC                           |
| 438347     | 2006 RK94  | 15 set 2006 | Kitt Peak     | Spacewatch          | —         | MPC                           |
| 438348     | 2006 RK110 | 14 set 2006 | Mauna Kea     | J. Masiero          | —         | MPC                           |
| 438349     | 2006 RE113 | 14 set 2006 | Mauna Kea     | J. Masiero          | —         | MPC                           |
| 438350     | 2006 SF9   | 18 set 2006 | Kitt Peak     | Spacewatch          | —         | MPC                           |
| 438351     | 2006 SZ26  | 16 set 2006 | Catalina      | CSS                 | —         | MPC                           |
| 438352     | 2006 SW36  | 17 set 2006 | Kitt Peak     | Spacewatch          | —         | MPC                           |
| 438353     | 2006 SC52  | 18 set 2006 | Anderson Mesa | LONEOS              | —         | MPC                           |
| 438354     | 2006 SF56  | 28 ago 2006 | Anderson Mesa | LONEOS              | —         | MPC                           |
| 438355     | 2006 SO159 | 23 set 2006 | Kitt Peak     | Spacewatch          | —         | MPC                           |
| 438356     | 2006 SX159 | 23 set 2006 | Kitt Peak     | Spacewatch          | —         | MPC                           |
| 438357     | 2006 SH212 | 26 set 2006 | Kitt Peak     | Spacewatch          | —         | MPC                           |
| 438358     | 2006 SJ254 | 18 set 2006 | Kitt Peak     | Spacewatch          | —         | MPC                           |
| 438359     | 2006 SR254 | 18 set 2006 | Kitt Peak     | Spacewatch          | —         | MPC                           |
| 438360     | 2006 SS259 | 26 set 2006 | Kitt Peak     | Spacewatch          | Brangane  | MPC                           |
| 438361     | 2006 SO271 | 27 set 2006 | Mount Lemmon  | Mount Lemmon Survey | —         | MPC                           |
| 438362     | 2006 SB273 | 27 set 2006 | Mount Lemmon  | Mount Lemmon Survey | —         | MPC                           |
| 438363     | 2006 SU314 | 27 set 2006 | Kitt Peak     | Spacewatch          | —         | MPC                           |
| 438364     | 2006 SS316 | 17 set 2006 | Kitt Peak     | Spacewatch          | —         | MPC                           |
| 438365     | 2006 SJ317 | 17 set 2006 | Kitt Peak     | Spacewatch          | —         | MPC                           |
| 438366     | 2006 SL321 | 17 set 2006 | Kitt Peak     | Spacewatch          | —         | MPC                           |
| 438367     | 2006 SW323 | 27 set 2006 | Kitt Peak     | Spacewatch          | Brangane  | MPC                           |
| 438368     | 2006 SM346 | 28 set 2006 | Kitt Peak     | Spacewatch          | —         | MPC                           |
| 438369     | 2006 SR378 | 18 set 2006 | Apache Point  | A. C. Becker        | Brangane  | MPC                           |
| 438370     | 2006 SY397 | 19 set 2006 | Catalina      | CSS                 | —         | MPC                           |
| 438371     | 2006 TT5   | 2 out 2006  | Mount Lemmon  | Mount Lemmon Survey | —         | MPC                           |
| 438372     | 2006 TW14  | 19 set 2006 | Kitt Peak     | Spacewatch          | —         | MPC                           |
| 438373     | 2006 TF32  | 26 set 2006 | Mount Lemmon  | Mount Lemmon Survey | —         | MPC                           |
| 438374     | 2006 TF43  | 12 out 2006 | Kitt Peak     | Spacewatch          | —         | MPC                           |
| 438375     | 2006 TF46  | 12 out 2006 | Kitt Peak     | Spacewatch          | —         | MPC                           |
| 438376     | 2006 TZ59  | 13 out 2006 | Kitt Peak     | Spacewatch          | —         | MPC                           |
| 438377     | 2006 TZ80  | 13 out 2006 | Kitt Peak     | Spacewatch          | —         | MPC                           |
| 438378     | 2006 TK90  | 13 out 2006 | Kitt Peak     | Spacewatch          | —         | MPC                           |
| 438379     | 2006 TH98  | 15 out 2006 | Kitt Peak     | Spacewatch          | —         | MPC                           |
| 438380     | 2006 TV99  | 15 out 2006 | Kitt Peak     | Spacewatch          | —         | MPC                           |
| 438381     | 2006 TH114 | 1 out 2006  | Apache Point  | A. C. Becker        | Brangane  | MPC                           |
| 438382     | 2006 TV123 | 2 out 2006  | Mount Lemmon  | Mount Lemmon Survey | —         | MPC                           |
| 438383     | 2006 TF124 | 2 out 2006  | Mount Lemmon  | Mount Lemmon Survey | —         | MPC                           |
| 438384     | 2006 TZ124 | 4 out 2006  | Mount Lemmon  | Mount Lemmon Survey | —         | MPC                           |
| 438385     | 2006 UV6   | 16 out 2006 | Catalina      | CSS                 | —         | MPC                           |
| 438386     | 2006 UL12  | 29 mar 2004 | Kitt Peak     | Spacewatch          | —         | MPC                           |
| 438387     | 2006 UF20  | 3 out 2006  | Kitt Peak     | Spacewatch          | Brangane  | MPC                           |
| 438388     | 2006 UA33  | 30 set 2006 | Mount Lemmon  | Mount Lemmon Survey | —         | MPC                           |
| 438389     | 2006 UB34  | 16 out 2006 | Kitt Peak     | Spacewatch          | —         | MPC                           |
| 438390     | 2006 UN36  | 27 set 2006 | Mount Lemmon  | Mount Lemmon Survey | —         | MPC                           |
| 438391     | 2006 UH38  | 25 set 2006 | Mount Lemmon  | Mount Lemmon Survey | —         | MPC                           |
| 438392     | 2006 UF48  | 17 out 2006 | Kitt Peak     | Spacewatch          | Brangane  | MPC                           |
| 438393     | 2006 UK64  | 23 out 2006 | Kitami        | K. Endate           | —         | MPC                           |
| 438394     | 2006 US78  | 26 set 2006 | Kitt Peak     | Spacewatch          | —         | MPC                           |
| 438395     | 2006 UX82  | 4 out 2006  | Mount Lemmon  | Mount Lemmon Survey | —         | MPC                           |
| 438396     | 2006 UO83  | 17 out 2006 | Mount Lemmon  | Mount Lemmon Survey | —         | MPC                           |
| 438397     | 2006 UT94  | 3 out 2006  | Mount Lemmon  | Mount Lemmon Survey | —         | MPC                           |
| 438398     | 2006 UH131 | 27 set 2006 | Mount Lemmon  | Mount Lemmon Survey | —         | MPC                           |
| 438399     | 2006 UE143 | 19 out 2006 | Palomar       | NEAT                | —         | MPC                           |
| 438400     | 2006 UK151 | 2 out 2006  | Mount Lemmon  | Mount Lemmon Survey | —         | MPC                           |

## 438401–438500
| Designação | Designação | Descoberta  | Descoberta      | Descobridor(es)     | Categoria | Mais informações / Referência |
| Permanente | Provisória | Data        | Local           | Descobridor(es)     | Categoria | Mais informações / Referência |
| ---------- | ---------- | ----------- | --------------- | ------------------- | --------- | ----------------------------- |
| 438401     | 2006 UE189 | 28 set 2006 | Catalina        | CSS                 | —         | MPC                           |
| 438402     | 2006 UU200 | 2 out 2006  | Mount Lemmon    | Mount Lemmon Survey | —         | MPC                           |
| 438403     | 2006 UC210 | 23 out 2006 | Kitt Peak       | Spacewatch          | —         | MPC                           |
| 438404     | 2006 UW212 | 23 out 2006 | Kitt Peak       | Spacewatch          | —         | MPC                           |
| 438405     | 2006 UY254 | 16 out 2006 | Kitt Peak       | Spacewatch          | —         | MPC                           |
| 438406     | 2006 UZ262 | 29 out 2006 | Mount Lemmon    | Mount Lemmon Survey | —         | MPC                           |
| 438407     | 2006 UV332 | 21 out 2006 | Apache Point    | A. C. Becker        | Brangane  | MPC                           |
| 438408     | 2006 UH338 | 27 out 2006 | Kitt Peak       | Spacewatch          | —         | MPC                           |
| 438409     | 2006 VT17  | 4 out 2006  | Mount Lemmon    | Mount Lemmon Survey | —         | MPC                           |
| 438410     | 2006 VK19  | 4 out 2006  | Mount Lemmon    | Mount Lemmon Survey | —         | MPC                           |
| 438411     | 2006 VE23  | 17 out 2006 | Mount Lemmon    | Mount Lemmon Survey | —         | MPC                           |
| 438412     | 2006 VX37  | 19 out 2006 | Catalina        | CSS                 | —         | MPC                           |
| 438413     | 2006 VF47  | 27 set 2006 | Mount Lemmon    | Mount Lemmon Survey | —         | MPC                           |
| 438414     | 2006 VN47  | 9 nov 2006  | Kitt Peak       | Spacewatch          | Brangane  | MPC                           |
| 438415     | 2006 VZ48  | 10 nov 2006 | Kitt Peak       | Spacewatch          | —         | MPC                           |
| 438416     | 2006 VZ52  | 11 nov 2006 | Kitt Peak       | Spacewatch          | —         | MPC                           |
| 438417     | 2006 VT55  | 11 nov 2006 | Kitt Peak       | Spacewatch          | —         | MPC                           |
| 438418     | 2006 VC66  | 31 out 2006 | Mount Lemmon    | Mount Lemmon Survey | —         | MPC                           |
| 438419     | 2006 VT67  | 11 nov 2006 | Kitt Peak       | Spacewatch          | —         | MPC                           |
| 438420     | 2006 VU77  | 12 nov 2006 | Mount Lemmon    | Mount Lemmon Survey | —         | MPC                           |
| 438421     | 2006 VU78  | 12 nov 2006 | Mount Lemmon    | Mount Lemmon Survey | —         | MPC                           |
| 438422     | 2006 VW87  | 23 out 2006 | Kitt Peak       | Spacewatch          | —         | MPC                           |
| 438423     | 2006 VZ94  | 14 nov 2006 | La Sagra        | Mallorca Obs.       | —         | MPC                           |
| 438424     | 2006 VD100 | 23 out 2006 | Mount Lemmon    | Mount Lemmon Survey | —         | MPC                           |
| 438425     | 2006 VK108 | 13 nov 2006 | Kitt Peak       | Spacewatch          | —         | MPC                           |
| 438426     | 2006 VB135 | 20 out 2006 | Mount Lemmon    | Mount Lemmon Survey | —         | MPC                           |
| 438427     | 2006 VF137 | 19 out 2006 | Mount Lemmon    | Mount Lemmon Survey | Brangane  | MPC                           |
| 438428     | 2006 VR169 | 1 nov 2006  | Mount Lemmon    | Mount Lemmon Survey | —         | MPC                           |
| 438429     | 2006 WN1   | 17 nov 2006 | Kitt Peak       | Spacewatch          | —         | MPC                           |
| 438430     | 2006 WL3   | 19 nov 2006 | Mount Lemmon    | Mount Lemmon Survey | —         | MPC                           |
| 438431     | 2006 WW3   | 19 nov 2006 | Mount Lemmon    | Mount Lemmon Survey | —         | MPC                           |
| 438432     | 2006 WO27  | 20 nov 2006 | Calvin-Rehoboth | L. A. Molnar        | —         | MPC                           |
| 438433     | 2006 WU55  | 16 nov 2006 | Mount Lemmon    | Mount Lemmon Survey | —         | MPC                           |
| 438434     | 2006 WH69  | 17 nov 2006 | Kitt Peak       | Spacewatch          | —         | MPC                           |
| 438435     | 2006 WP71  | 27 set 2006 | Mount Lemmon    | Mount Lemmon Survey | —         | MPC                           |
| 438436     | 2006 WC97  | 19 nov 2006 | Kitt Peak       | Spacewatch          | —         | MPC                           |
| 438437     | 2006 WS98  | 19 nov 2006 | Kitt Peak       | Spacewatch          | —         | MPC                           |
| 438438     | 2006 WD115 | 20 nov 2006 | Kitt Peak       | Spacewatch          | —         | MPC                           |
| 438439     | 2006 WD131 | 20 nov 2006 | Siding Spring   | SSS                 | —         | MPC                           |
| 438440     | 2006 WS141 | 28 set 2006 | Mount Lemmon    | Mount Lemmon Survey | —         | MPC                           |
| 438441     | 2006 WX160 | 22 nov 2006 | Mount Lemmon    | Mount Lemmon Survey | —         | MPC                           |
| 438442     | 2006 WC169 | 23 nov 2006 | Catalina        | CSS                 | —         | MPC                           |
| 438443     | 2006 WJ170 | 31 out 2006 | Mount Lemmon    | Mount Lemmon Survey | —         | MPC                           |
| 438444     | 2006 WC174 | 19 nov 2006 | Kitt Peak       | Spacewatch          | —         | MPC                           |
| 438445     | 2006 WF188 | 16 nov 2006 | Kitt Peak       | Spacewatch          | —         | MPC                           |
| 438446     | 2006 XD22  | 10 nov 2006 | Kitt Peak       | Spacewatch          | —         | MPC                           |
| 438447     | 2006 XZ43  | 28 nov 2006 | Socorro         | LINEAR              | —         | MPC                           |
| 438448     | 2006 XL52  | 14 dez 2006 | Socorro         | LINEAR              | —         | MPC                           |
| 438449     | 2006 YB2   | 17 dez 2006 | 7300            | W. K. Y. Yeung      | —         | MPC                           |
| 438450     | 2006 YV6   | 20 dez 2006 | Palomar         | NEAT                | —         | MPC                           |
| 438451     | 2006 YV8   | 15 nov 2006 | Mount Lemmon    | Mount Lemmon Survey | —         | MPC                           |
| 438452     | 2007 AS12  | 15 jan 2007 | Anderson Mesa   | LONEOS              | —         | MPC                           |
| 438453     | 2007 AZ22  | 16 dez 2006 | Mount Lemmon    | Mount Lemmon Survey | —         | MPC                           |
| 438454     | 2007 BT32  | 9 jan 2007  | Mount Lemmon    | Mount Lemmon Survey | —         | MPC                           |
| 438455     | 2007 BE33  | 18 nov 2006 | Mount Lemmon    | Mount Lemmon Survey | —         | MPC                           |
| 438456     | 2007 BZ34  | 24 jan 2007 | Mount Lemmon    | Mount Lemmon Survey | —         | MPC                           |
| 438457     | 2007 BK61  | 21 dez 2006 | Kitt Peak       | Spacewatch          | —         | MPC                           |
| 438458     | 2007 BM62  | 27 dez 2006 | Mount Lemmon    | Mount Lemmon Survey | Flora     | MPC                           |
| 438459     | 2007 BN69  | 27 jan 2007 | Mount Lemmon    | Mount Lemmon Survey | —         | MPC                           |
| 438460     | 2007 BY100 | 27 jan 2007 | Kitt Peak       | Spacewatch          | —         | MPC                           |
| 438461     | 2007 CC3   | 10 jan 2007 | Kitt Peak       | Spacewatch          | —         | MPC                           |
| 438462     | 2007 CG34  | 10 jan 2007 | Mount Lemmon    | Mount Lemmon Survey | Brangane  | MPC                           |
| 438463     | 2007 CY36  | 27 jan 2007 | Kitt Peak       | Spacewatch          | Mitidika  | MPC                           |
| 438464     | 2007 DH3   | 16 fev 2007 | Catalina        | CSS                 | —         | MPC                           |
| 438465     | 2007 DS11  | 16 fev 2007 | Palomar         | NEAT                | —         | MPC                           |
| 438466     | 2007 DJ20  | 17 fev 2007 | Kitt Peak       | Spacewatch          | —         | MPC                           |
| 438467     | 2007 DM59  | 22 fev 2007 | Kitt Peak       | Spacewatch          | —         | MPC                           |
| 438468     | 2007 DU64  | 21 fev 2007 | Kitt Peak       | Spacewatch          | —         | MPC                           |
| 438469     | 2007 DV109 | 17 fev 2007 | Kitt Peak       | Spacewatch          | —         | MPC                           |
| 438470     | 2007 EG11  | 27 dez 2006 | Mount Lemmon    | Mount Lemmon Survey | —         | MPC                           |
| 438471     | 2007 EF12  | 9 mar 2007  | Catalina        | CSS                 | —         | MPC                           |
| 438472     | 2007 EH64  | 10 mar 2007 | Mount Lemmon    | Mount Lemmon Survey | —         | MPC                           |
| 438473     | 2007 EZ74  | 10 mar 2007 | Kitt Peak       | Spacewatch          | Mitidika  | MPC                           |
| 438474     | 2007 ET84  | 12 mar 2007 | Catalina        | CSS                 | —         | MPC                           |
| 438475     | 2007 EJ113 | 12 mar 2007 | Kitt Peak       | Spacewatch          | Mitidika  | MPC                           |
| 438476     | 2007 EL114 | 27 jan 2007 | Kitt Peak       | Spacewatch          | —         | MPC                           |
| 438477     | 2007 ED128 | 9 mar 2007  | Mount Lemmon    | Mount Lemmon Survey | —         | MPC                           |
| 438478     | 2007 EQ137 | 23 fev 2007 | Mount Lemmon    | Mount Lemmon Survey | —         | MPC                           |
| 438479     | 2007 EK173 | 14 mar 2007 | Kitt Peak       | Spacewatch          | —         | MPC                           |
| 438480     | 2007 EX174 | 14 mar 2007 | Kitt Peak       | Spacewatch          | —         | MPC                           |
| 438481     | 2007 ED195 | 25 fev 2007 | Mount Lemmon    | Mount Lemmon Survey | —         | MPC                           |
| 438482     | 2007 EG197 | 15 mar 2007 | Kitt Peak       | Spacewatch          | —         | MPC                           |
| 438483     | 2007 EY221 | 4 jul 2005  | Mount Lemmon    | Mount Lemmon Survey | —         | MPC                           |
| 438484     | 2007 EG224 | 14 mar 2007 | Kitt Peak       | Spacewatch          | —         | MPC                           |
| 438485     | 2007 FD25  | 20 mar 2007 | Kitt Peak       | Spacewatch          | —         | MPC                           |
| 438486     | 2007 FZ28  | 20 mar 2007 | Mount Lemmon    | Mount Lemmon Survey | —         | MPC                           |
| 438487     | 2007 FO48  | 20 mar 2007 | Kitt Peak       | Spacewatch          | —         | MPC                           |
| 438488     | 2007 GM18  | 11 abr 2007 | Kitt Peak       | Spacewatch          | —         | MPC                           |
| 438489     | 2007 GS26  | 14 abr 2007 | Kitt Peak       | Spacewatch          | —         | MPC                           |
| 438490     | 2007 GG31  | 13 mar 2003 | Kitt Peak       | Spacewatch          | —         | MPC                           |
| 438491     | 2007 GG64  | 15 abr 2007 | Kitt Peak       | Spacewatch          | —         | MPC                           |
| 438492     | 2007 HB85  | 24 abr 2007 | Kitt Peak       | Spacewatch          | Mitidika  | MPC                           |
| 438493     | 2007 HN96  | 18 abr 2007 | Kitt Peak       | Spacewatch          | —         | MPC                           |
| 438494     | 2007 NR6   | 15 jul 2007 | Siding Spring   | SSS                 | Phocaea   | MPC                           |
| 438495     | 2007 OY7   | 28 jul 2007 | Pla D'Arguines  | R. Ferrando         | —         | MPC                           |
| 438496     | 2007 PH7   | 5 ago 2007  | Socorro         | LINEAR              | —         | MPC                           |
| 438497     | 2007 PN17  | 9 ago 2007  | Socorro         | LINEAR              | —         | MPC                           |
| 438498     | 2007 PP29  | 12 ago 2007 | Great Shefford  | P. Birtwhistle      | —         | MPC                           |
| 438499     | 2007 PO45  | 12 ago 2007 | Siding Spring   | SSS                 | —         | MPC                           |
| 438500     | 2007 QO1   | 16 ago 2007 | Socorro         | LINEAR              | —         | MPC                           |

## 438501–438600
| Designação | Designação | Descoberta  | Descoberta     | Descobridor(es)        | Categoria | Mais informações / Referência |
| Permanente | Provisória | Data        | Local          | Descobridor(es)        | Categoria | Mais informações / Referência |
| ---------- | ---------- | ----------- | -------------- | ---------------------- | --------- | ----------------------------- |
| 438501     | 2007 QY3   | 16 ago 2007 | San Marcello   | Pistoia Mountains Obs. | —         | MPC                           |
| 438502     | 2007 QG17  | 23 ago 2007 | Kitt Peak      | Spacewatch             | —         | MPC                           |
| 438503     | 2007 RX27  | 16 ago 2007 | XuYi           | PMO NEO                | —         | MPC                           |
| 438504     | 2007 RV29  | 4 set 2007  | Catalina       | CSS                    | —         | MPC                           |
| 438505     | 2007 RM34  | 6 set 2007  | Anderson Mesa  | LONEOS                 | —         | MPC                           |
| 438506     | 2007 RG55  | 9 set 2007  | Kitt Peak      | Spacewatch             | —         | MPC                           |
| 438507     | 2007 RG70  | 10 set 2007 | Kitt Peak      | Spacewatch             | Vesta     | MPC                           |
| 438508     | 2007 RP70  | 24 ago 2007 | Kitt Peak      | Spacewatch             | —         | MPC                           |
| 438509     | 2007 RO72  | 10 set 2007 | Mount Lemmon   | Mount Lemmon Survey    | —         | MPC                           |
| 438510     | 2007 RQ98  | 10 set 2007 | Kitt Peak      | Spacewatch             | —         | MPC                           |
| 438511     | 2007 RF144 | 14 set 2007 | Socorro        | LINEAR                 | —         | MPC                           |
| 438512     | 2007 RD153 | 24 ago 2007 | Kitt Peak      | Spacewatch             | —         | MPC                           |
| 438513     | 2007 RD154 | 24 ago 2007 | Kitt Peak      | Spacewatch             | —         | MPC                           |
| 438514     | 2007 RE177 | 10 set 2007 | Mount Lemmon   | Mount Lemmon Survey    | —         | MPC                           |
| 438515     | 2007 RE194 | 18 nov 2003 | Kitt Peak      | Spacewatch             | —         | MPC                           |
| 438516     | 2007 RM229 | 11 set 2007 | Mount Lemmon   | Mount Lemmon Survey    | Phocaea   | MPC                           |
| 438517     | 2007 RM245 | 11 set 2007 | Kitt Peak      | Spacewatch             | —         | MPC                           |
| 438518     | 2007 RS265 | 15 set 2007 | Mount Lemmon   | Mount Lemmon Survey    | —         | MPC                           |
| 438519     | 2007 RO269 | 15 set 2007 | Anderson Mesa  | LONEOS                 | —         | MPC                           |
| 438520     | 2007 RZ297 | 5 set 2007  | Anderson Mesa  | LONEOS                 | —         | MPC                           |
| 438521     | 2007 RZ309 | 3 set 2007  | Catalina       | CSS                    | —         | MPC                           |
| 438522     | 2007 RJ321 | 14 set 2007 | Socorro        | LINEAR                 | —         | MPC                           |
| 438523     | 2007 SC12  | 30 set 2007 | Farra d'Isonzo | Farra d'Isonzo         | —         | MPC                           |
| 438524     | 2007 TQ    | 3 out 2007  | Mayhill        | A. Lowe                | —         | MPC                           |
| 438525     | 2007 TU    | 12 set 2007 | Mount Lemmon   | Mount Lemmon Survey    | —         | MPC                           |
| 438526     | 2007 TT34  | 6 out 2007  | Kitt Peak      | Spacewatch             | —         | MPC                           |
| 438527     | 2007 TB42  | 7 out 2007  | Mount Lemmon   | Mount Lemmon Survey    | —         | MPC                           |
| 438528     | 2007 TW55  | 4 out 2007  | Kitt Peak      | Spacewatch             | —         | MPC                           |
| 438529     | 2007 TE64  | 7 out 2007  | Mount Lemmon   | Mount Lemmon Survey    | —         | MPC                           |
| 438530     | 2007 TV65  | 9 out 2007  | Socorro        | LINEAR                 | —         | MPC                           |
| 438531     | 2007 TT70  | 5 set 2007  | Anderson Mesa  | LONEOS                 | —         | MPC                           |
| 438532     | 2007 TC83  | 12 set 2007 | Mount Lemmon   | Mount Lemmon Survey    | —         | MPC                           |
| 438533     | 2007 TO85  | 8 out 2007  | Catalina       | CSS                    | —         | MPC                           |
| 438534     | 2007 TP109 | 7 out 2007  | Catalina       | CSS                    | —         | MPC                           |
| 438535     | 2007 TS111 | 8 out 2007  | Catalina       | CSS                    | —         | MPC                           |
| 438536     | 2007 TL158 | 9 out 2007  | Socorro        | LINEAR                 | —         | MPC                           |
| 438537     | 2007 TZ165 | 11 out 2007 | Socorro        | LINEAR                 | Iannini   | MPC                           |
| 438538     | 2007 TW167 | 25 out 2003 | Kitt Peak      | Spacewatch             | —         | MPC                           |
| 438539     | 2007 TC176 | 5 out 2007  | Kitt Peak      | Spacewatch             | —         | MPC                           |
| 438540     | 2007 TV189 | 20 set 2003 | Kitt Peak      | Spacewatch             | —         | MPC                           |
| 438541     | 2007 TA198 | 8 out 2007  | Kitt Peak      | Spacewatch             | —         | MPC                           |
| 438542     | 2007 TM207 | 10 out 2007 | Mount Lemmon   | Mount Lemmon Survey    | —         | MPC                           |
| 438543     | 2007 TN214 | 7 out 2007  | Kitt Peak      | Spacewatch             | —         | MPC                           |
| 438544     | 2007 TL220 | 10 mar 2005 | Mount Lemmon   | Mount Lemmon Survey    | —         | MPC                           |
| 438545     | 2007 TV220 | 8 out 2007  | Mount Lemmon   | Mount Lemmon Survey    | —         | MPC                           |
| 438546     | 2007 TK224 | 11 out 2007 | Mount Lemmon   | Mount Lemmon Survey    | —         | MPC                           |
| 438547     | 2007 TN224 | 11 out 2007 | Kitt Peak      | Spacewatch             | —         | MPC                           |
| 438548     | 2007 TJ230 | 8 out 2007  | Kitt Peak      | Spacewatch             | —         | MPC                           |
| 438549     | 2007 TW243 | 8 out 2007  | Catalina       | CSS                    | —         | MPC                           |
| 438550     | 2007 TH248 | 10 out 2007 | Anderson Mesa  | LONEOS                 | —         | MPC                           |
| 438551     | 2007 TL267 | 14 set 2007 | Mount Lemmon   | Mount Lemmon Survey    | —         | MPC                           |
| 438552     | 2007 TA269 | 9 out 2007  | Kitt Peak      | Spacewatch             | —         | MPC                           |
| 438553     | 2007 TH275 | 11 out 2007 | Catalina       | CSS                    | —         | MPC                           |
| 438554     | 2007 TL294 | 11 set 2007 | Kitt Peak      | Spacewatch             | —         | MPC                           |
| 438555     | 2007 TF297 | 22 ago 2007 | Socorro        | LINEAR                 | —         | MPC                           |
| 438556     | 2007 TF301 | 12 out 2007 | Kitt Peak      | Spacewatch             | —         | MPC                           |
| 438557     | 2007 TQ327 | 11 out 2007 | Kitt Peak      | Spacewatch             | —         | MPC                           |
| 438558     | 2007 TJ331 | 11 out 2007 | Kitt Peak      | Spacewatch             | —         | MPC                           |
| 438559     | 2007 TR336 | 12 out 2007 | Kitt Peak      | Spacewatch             | —         | MPC                           |
| 438560     | 2007 TF368 | 10 out 2007 | Mount Lemmon   | Mount Lemmon Survey    | —         | MPC                           |
| 438561     | 2007 TC406 | 14 out 2007 | Kitt Peak      | Spacewatch             | —         | MPC                           |
| 438562     | 2007 TW411 | 12 set 2007 | Catalina       | CSS                    | —         | MPC                           |
| 438563     | 2007 TC420 | 9 out 2007  | Catalina       | CSS                    | —         | MPC                           |
| 438564     | 2007 TX423 | 14 set 2007 | Mount Lemmon   | Mount Lemmon Survey    | —         | MPC                           |
| 438565     | 2007 TU433 | 12 out 2007 | Anderson Mesa  | LONEOS                 | —         | MPC                           |
| 438566     | 2007 TN436 | 11 set 2007 | XuYi           | PMO NEO                | —         | MPC                           |
| 438567     | 2007 TW441 | 8 out 2007  | Catalina       | CSS                    | Phocaea   | MPC                           |
| 438568     | 2007 TV445 | 8 out 2007  | Kitt Peak      | Spacewatch             | —         | MPC                           |
| 438569     | 2007 TL450 | 12 out 2007 | Kitt Peak      | Spacewatch             | —         | MPC                           |
| 438570     | 2007 UM3   | 16 out 2007 | Andrushivka    | Andrushivka Obs.       | —         | MPC                           |
| 438571     | 2007 UJ6   | 21 out 2007 | Prairie Grass  | J. Mahony              | —         | MPC                           |
| 438572     | 2007 UB7   | 23 out 2007 | Sierra Stars   | F. Tozzi               | —         | MPC                           |
| 438573     | 2007 UN7   | 16 out 2007 | Catalina       | CSS                    | —         | MPC                           |
| 438574     | 2007 UY11  | 22 out 2007 | Socorro        | LINEAR                 | —         | MPC                           |
| 438575     | 2007 UO21  | 16 out 2007 | Kitt Peak      | Spacewatch             | —         | MPC                           |
| 438576     | 2007 UH52  | 16 out 2007 | Mount Lemmon   | Mount Lemmon Survey    | —         | MPC                           |
| 438577     | 2007 UT56  | 30 out 2007 | Mount Lemmon   | Mount Lemmon Survey    | —         | MPC                           |
| 438578     | 2007 UM68  | 30 out 2007 | Catalina       | CSS                    | —         | MPC                           |
| 438579     | 2007 UB85  | 8 out 2007  | Kitt Peak      | Spacewatch             | —         | MPC                           |
| 438580     | 2007 UP91  | 9 set 2007  | Mount Lemmon   | Mount Lemmon Survey    | —         | MPC                           |
| 438581     | 2007 UG100 | 30 out 2007 | Kitt Peak      | Spacewatch             | —         | MPC                           |
| 438582     | 2007 UC107 | 9 set 2007  | Mount Lemmon   | Mount Lemmon Survey    | —         | MPC                           |
| 438583     | 2007 UH109 | 10 set 2007 | Mount Lemmon   | Mount Lemmon Survey    | —         | MPC                           |
| 438584     | 2007 UD110 | 30 out 2007 | Mount Lemmon   | Mount Lemmon Survey    | Themis    | MPC                           |
| 438585     | 2007 UA116 | 10 out 2007 | Mount Lemmon   | Mount Lemmon Survey    | —         | MPC                           |
| 438586     | 2007 UZ117 | 12 out 2007 | Kitt Peak      | Spacewatch             | —         | MPC                           |
| 438587     | 2007 VR23  | 2 nov 2007  | Catalina       | CSS                    | —         | MPC                           |
| 438588     | 2007 VB32  | 2 nov 2007  | Kitt Peak      | Spacewatch             | —         | MPC                           |
| 438589     | 2007 VL34  | 3 nov 2007  | Kitt Peak      | Spacewatch             | —         | MPC                           |
| 438590     | 2007 VD42  | 16 out 2007 | Kitt Peak      | Spacewatch             | —         | MPC                           |
| 438591     | 2007 VK46  | 1 nov 2007  | Kitt Peak      | Spacewatch             | —         | MPC                           |
| 438592     | 2007 VS47  | 1 nov 2007  | Kitt Peak      | Spacewatch             | —         | MPC                           |
| 438593     | 2007 VV51  | 1 nov 2007  | Kitt Peak      | Spacewatch             | —         | MPC                           |
| 438594     | 2007 VA52  | 1 nov 2007  | Kitt Peak      | Spacewatch             | —         | MPC                           |
| 438595     | 2007 VL53  | 20 out 2007 | Mount Lemmon   | Mount Lemmon Survey    | —         | MPC                           |
| 438596     | 2007 VC66  | 2 nov 2007  | Mount Lemmon   | Mount Lemmon Survey    | —         | MPC                           |
| 438597     | 2007 VV75  | 15 set 2007 | Mount Lemmon   | Mount Lemmon Survey    | —         | MPC                           |
| 438598     | 2007 VF93  | 3 nov 2007  | Socorro        | LINEAR                 | —         | MPC                           |
| 438599     | 2007 VZ96  | 1 nov 2007  | Kitt Peak      | Spacewatch             | —         | MPC                           |
| 438600     | 2007 VB99  | 9 abr 2005  | Mount Lemmon   | Mount Lemmon Survey    | —         | MPC                           |

## 438601–438700
| Designação | Designação | Descoberta  | Descoberta    | Descobridor(es)     | Categoria | Mais informações / Referência |
| Permanente | Provisória | Data        | Local         | Descobridor(es)     | Categoria | Mais informações / Referência |
| ---------- | ---------- | ----------- | ------------- | ------------------- | --------- | ----------------------------- |
| 438601     | 2007 VH102 | 2 nov 2007  | Kitt Peak     | Spacewatch          | —         | MPC                           |
| 438602     | 2007 VV110 | 3 nov 2007  | Kitt Peak     | Spacewatch          | —         | MPC                           |
| 438603     | 2007 VL173 | 2 nov 2007  | Mount Lemmon  | Mount Lemmon Survey | —         | MPC                           |
| 438604     | 2007 VA197 | 31 out 2007 | Mount Lemmon  | Mount Lemmon Survey | —         | MPC                           |
| 438605     | 2007 VM217 | 5 nov 2007  | Kitt Peak     | Spacewatch          | —         | MPC                           |
| 438606     | 2007 VJ242 | 5 nov 2007  | XuYi          | PMO NEO             | —         | MPC                           |
| 438607     | 2007 VH248 | 20 jun 2006 | Kitt Peak     | Spacewatch          | —         | MPC                           |
| 438608     | 2007 VC275 | 4 nov 2007  | Mount Lemmon  | Mount Lemmon Survey | —         | MPC                           |
| 438609     | 2007 VG290 | 14 nov 2007 | Kitt Peak     | Spacewatch          | —         | MPC                           |
| 438610     | 2007 VS297 | 11 out 2007 | Catalina      | CSS                 | —         | MPC                           |
| 438611     | 2007 VQ311 | 13 nov 2007 | Kitt Peak     | Spacewatch          | —         | MPC                           |
| 438612     | 2007 VL325 | 2 nov 2007  | Socorro       | LINEAR              | —         | MPC                           |
| 438613     | 2007 VE327 | 6 nov 2007  | Kitt Peak     | Spacewatch          | —         | MPC                           |
| 438614     | 2007 VX328 | 10 nov 2007 | XuYi          | PMO NEO             | Themis    | MPC                           |
| 438615     | 2007 WT58  | 18 nov 2007 | Kitt Peak     | Spacewatch          | —         | MPC                           |
| 438616     | 2007 XW2   | 5 nov 2007  | Mount Lemmon  | Mount Lemmon Survey | —         | MPC                           |
| 438617     | 2007 XM22  | 5 dez 2007  | Kitt Peak     | Spacewatch          | —         | MPC                           |
| 438618     | 2007 XE23  | 20 set 2007 | Catalina      | CSS                 | —         | MPC                           |
| 438619     | 2007 XE53  | 14 dez 2007 | Mount Lemmon  | Mount Lemmon Survey | —         | MPC                           |
| 438620     | 2007 XM53  | 14 dez 2007 | Mount Lemmon  | Mount Lemmon Survey | —         | MPC                           |
| 438621     | 2007 XT57  | 4 dez 2007  | Mount Lemmon  | Mount Lemmon Survey | —         | MPC                           |
| 438622     | 2007 YN19  | 4 dez 2007  | Kitt Peak     | Spacewatch          | —         | MPC                           |
| 438623     | 2007 YP19  | 3 dez 2007  | Kitt Peak     | Spacewatch          | —         | MPC                           |
| 438624     | 2007 YY23  | 17 dez 2007 | Mount Lemmon  | Mount Lemmon Survey | Brangane  | MPC                           |
| 438625     | 2007 YN30  | 18 dez 2007 | Kitt Peak     | Spacewatch          | —         | MPC                           |
| 438626     | 2007 YD65  | 31 dez 2007 | Kitt Peak     | Spacewatch          | —         | MPC                           |
| 438627     | 2007 YN72  | 18 dez 2007 | Kitt Peak     | Spacewatch          | —         | MPC                           |
| 438628     | 2008 AL1   | 7 nov 2007  | Mount Lemmon  | Mount Lemmon Survey | Brangane  | MPC                           |
| 438629     | 2008 AD26  | 10 jan 2008 | Mount Lemmon  | Mount Lemmon Survey | —         | MPC                           |
| 438630     | 2008 AP82  | 14 jan 2008 | Kitt Peak     | Spacewatch          | —         | MPC                           |
| 438631     | 2008 AL91  | 13 jan 2008 | Kitt Peak     | Spacewatch          | —         | MPC                           |
| 438632     | 2008 AV94  | 31 dez 2007 | Mount Lemmon  | Mount Lemmon Survey | —         | MPC                           |
| 438633     | 2008 AA113 | 18 out 2007 | Catalina      | CSS                 | —         | MPC                           |
| 438634     | 2008 AN128 | 13 jan 2008 | Kitt Peak     | Spacewatch          | —         | MPC                           |
| 438635     | 2008 BP9   | 16 jan 2008 | Kitt Peak     | Spacewatch          | —         | MPC                           |
| 438636     | 2008 BL14  | 21 nov 2007 | Catalina      | CSS                 | —         | MPC                           |
| 438637     | 2008 CY13  | 3 fev 2008  | Kitt Peak     | Spacewatch          | —         | MPC                           |
| 438638     | 2008 CD30  | 2 fev 2008  | Kitt Peak     | Spacewatch          | —         | MPC                           |
| 438639     | 2008 CU32  | 2 fev 2008  | Kitt Peak     | Spacewatch          | —         | MPC                           |
| 438640     | 2008 CH36  | 2 fev 2008  | Kitt Peak     | Spacewatch          | —         | MPC                           |
| 438641     | 2008 CF58  | 18 jan 2008 | Kitt Peak     | Spacewatch          | Ursula    | MPC                           |
| 438642     | 2008 CG89  | 7 fev 2008  | Kitt Peak     | Spacewatch          | —         | MPC                           |
| 438643     | 2008 CS100 | 1 jan 2008  | Kitt Peak     | Spacewatch          | —         | MPC                           |
| 438644     | 2008 CZ112 | 10 fev 2008 | Kitt Peak     | Spacewatch          | —         | MPC                           |
| 438645     | 2008 CY130 | 20 jan 2008 | Mount Lemmon  | Mount Lemmon Survey | Brangane  | MPC                           |
| 438646     | 2008 CL135 | 8 fev 2008  | Mount Lemmon  | Mount Lemmon Survey | —         | MPC                           |
| 438647     | 2008 CK137 | 28 ago 2006 | Kitt Peak     | Spacewatch          | —         | MPC                           |
| 438648     | 2008 CR159 | 9 fev 2008  | Kitt Peak     | Spacewatch          | —         | MPC                           |
| 438649     | 2008 CS163 | 10 jan 2008 | Mount Lemmon  | Mount Lemmon Survey | —         | MPC                           |
| 438650     | 2008 CR166 | 11 fev 2008 | Mount Lemmon  | Mount Lemmon Survey | —         | MPC                           |
| 438651     | 2008 CL170 | 11 jan 2008 | Mount Lemmon  | Mount Lemmon Survey | —         | MPC                           |
| 438652     | 2008 CW181 | 11 fev 2008 | Mount Lemmon  | Mount Lemmon Survey | —         | MPC                           |
| 438653     | 2008 CS201 | 8 fev 2008  | Kitt Peak     | Spacewatch          | Ursula    | MPC                           |
| 438654     | 2008 CZ203 | 13 fev 2008 | Kitt Peak     | Spacewatch          | —         | MPC                           |
| 438655     | 2008 DC51  | 29 fev 2008 | Mount Lemmon  | Mount Lemmon Survey | —         | MPC                           |
| 438656     | 2008 DU61  | 4 jul 2005  | Mount Lemmon  | Mount Lemmon Survey | —         | MPC                           |
| 438657     | 2008 DY61  | 28 fev 2008 | Mount Lemmon  | Mount Lemmon Survey | —         | MPC                           |
| 438658     | 2008 DK66  | 28 fev 2008 | Mount Lemmon  | Mount Lemmon Survey | —         | MPC                           |
| 438659     | 2008 DP84  | 28 fev 2008 | Kitt Peak     | Spacewatch          | —         | MPC                           |
| 438660     | 2008 DF89  | 28 fev 2008 | Kitt Peak     | Spacewatch          | —         | MPC                           |
| 438661     | 2008 EP6   | 5 mar 2008  | Siding Spring | SSS                 | —         | MPC                           |
| 438662     | 2008 EV24  | 18 fev 2008 | Mount Lemmon  | Mount Lemmon Survey | —         | MPC                           |
| 438663     | 2008 EL38  | 4 mar 2008  | Kitt Peak     | Spacewatch          | —         | MPC                           |
| 438664     | 2008 EW117 | 9 mar 2008  | Mount Lemmon  | Mount Lemmon Survey | —         | MPC                           |
| 438665     | 2008 EE124 | 10 mar 2008 | Kitt Peak     | Spacewatch          | —         | MPC                           |
| 438666     | 2008 EF125 | 10 mar 2008 | Catalina      | CSS                 | —         | MPC                           |
| 438667     | 2008 EJ157 | 15 mar 2008 | Mount Lemmon  | Mount Lemmon Survey | —         | MPC                           |
| 438668     | 2008 EW161 | 10 mar 2008 | Kitt Peak     | Spacewatch          | —         | MPC                           |
| 438669     | 2008 FL23  | 27 mar 2008 | Kitt Peak     | Spacewatch          | —         | MPC                           |
| 438670     | 2008 FF39  | 5 mar 2008  | Mount Lemmon  | Mount Lemmon Survey | —         | MPC                           |
| 438671     | 2008 FQ56  | 25 set 1995 | Kitt Peak     | Spacewatch          | —         | MPC                           |
| 438672     | 2008 FQ96  | 29 mar 2008 | Kitt Peak     | Spacewatch          | —         | MPC                           |
| 438673     | 2008 GY15  | 3 abr 2008  | Mount Lemmon  | Mount Lemmon Survey | —         | MPC                           |
| 438674     | 2008 GQ31  | 3 abr 2008  | Kitt Peak     | Spacewatch          | —         | MPC                           |
| 438675     | 2008 GS43  | 15 mar 2008 | Kitt Peak     | Spacewatch          | —         | MPC                           |
| 438676     | 2008 GW82  | 8 abr 2008  | Kitt Peak     | Spacewatch          | —         | MPC                           |
| 438677     | 2008 GF89  | 6 abr 2008  | Kitt Peak     | Spacewatch          | —         | MPC                           |
| 438678     | 2008 GB98  | 3 abr 2008  | Kitt Peak     | Spacewatch          | —         | MPC                           |
| 438679     | 2008 GK115 | 11 abr 2008 | Kitt Peak     | Spacewatch          | —         | MPC                           |
| 438680     | 2008 GY134 | 7 abr 2008  | Kitt Peak     | Spacewatch          | —         | MPC                           |
| 438681     | 2008 GO140 | 8 abr 2008  | Kitt Peak     | Spacewatch          | Brangane  | MPC                           |
| 438682     | 2008 HB22  | 26 abr 2008 | Kitt Peak     | Spacewatch          | —         | MPC                           |
| 438683     | 2008 HE26  | 29 ago 2005 | Kitt Peak     | Spacewatch          | —         | MPC                           |
| 438684     | 2008 HS36  | 8 mai 1994  | Kitt Peak     | Spacewatch          | —         | MPC                           |
| 438685     | 2008 JM7   | 6 abr 2008  | Mount Lemmon  | Mount Lemmon Survey | —         | MPC                           |
| 438686     | 2008 JB14  | 6 mai 2008  | Mount Lemmon  | Mount Lemmon Survey | Flora     | MPC                           |
| 438687     | 2008 JE37  | 13 mai 2008 | Mount Lemmon  | Mount Lemmon Survey | Brangane  | MPC                           |
| 438688     | 2008 LX10  | 6 jun 2008  | Kitt Peak     | Spacewatch          | —         | MPC                           |
| 438689     | 2008 LB17  | 15 mai 2008 | Mount Lemmon  | Mount Lemmon Survey | —         | MPC                           |
| 438690     | 2008 OG20  | 30 jul 2008 | Kitt Peak     | Spacewatch          | —         | MPC                           |
| 438691     | 2008 PJ11  | 30 jul 2008 | Mount Lemmon  | Mount Lemmon Survey | Mitidika  | MPC                           |
| 438692     | 2008 PO12  | 9 ago 2008  | Dauban        | F. Kugel            | —         | MPC                           |
| 438693     | 2008 PL15  | 26 jul 2008 | Siding Spring | SSS                 | —         | MPC                           |
| 438694     | 2008 PZ19  | 7 ago 2008  | Kitt Peak     | Spacewatch          | Pallas    | MPC                           |
| 438695     | 2008 QA8   | 29 jul 2008 | Kitt Peak     | Spacewatch          | Mitidika  | MPC                           |
| 438696     | 2008 QF26  | 29 ago 2008 | La Sagra      | Mallorca Obs.       | Juno      | MPC                           |
| 438697     | 2008 QE27  | 12 nov 2005 | Kitt Peak     | Spacewatch          | —         | MPC                           |
| 438698     | 2008 QU36  | 21 ago 2008 | Kitt Peak     | Spacewatch          | —         | MPC                           |
| 438699     | 2008 RK32  | 2 set 2008  | Kitt Peak     | Spacewatch          | Mitidika  | MPC                           |
| 438700     | 2008 RV49  | 29 jul 2008 | Mount Lemmon  | Mount Lemmon Survey | —         | MPC                           |

## 438701–438800
| Designação | Designação | Descoberta  | Descoberta        | Descobridor(es)     | Categoria | Mais informações / Referência |
| Permanente | Provisória | Data        | Local             | Descobridor(es)     | Categoria | Mais informações / Referência |
| ---------- | ---------- | ----------- | ----------------- | ------------------- | --------- | ----------------------------- |
| 438701     | 2008 RC58  | 3 set 2008  | Kitt Peak         | Spacewatch          | —         | MPC                           |
| 438702     | 2008 RQ61  | 4 set 2008  | Kitt Peak         | Spacewatch          | —         | MPC                           |
| 438703     | 2008 RX87  | 5 set 2008  | Kitt Peak         | Spacewatch          | —         | MPC                           |
| 438704     | 2008 RU110 | 3 set 2008  | Kitt Peak         | Spacewatch          | —         | MPC                           |
| 438705     | 2008 RM111 | 4 set 2008  | Kitt Peak         | Spacewatch          | —         | MPC                           |
| 438706     | 2008 RA115 | 6 set 2008  | Mount Lemmon      | Mount Lemmon Survey | —         | MPC                           |
| 438707     | 2008 RB136 | 4 set 2008  | Socorro           | LINEAR              | —         | MPC                           |
| 438708     | 2008 RW136 | 4 set 2008  | Kitt Peak         | Spacewatch          | Flora     | MPC                           |
| 438709     | 2008 RS142 | 8 set 2008  | Kitt Peak         | Spacewatch          | —         | MPC                           |
| 438710     | 2008 SP6   | 5 set 2008  | Kitt Peak         | Spacewatch          | —         | MPC                           |
| 438711     | 2008 SG7   | 22 set 2008 | Goodricke-Pigott  | R. A. Tucker        | —         | MPC                           |
| 438712     | 2008 SD58  | 20 set 2008 | Kitt Peak         | Spacewatch          | —         | MPC                           |
| 438713     | 2008 SJ59  | 20 set 2008 | Kitt Peak         | Spacewatch          | —         | MPC                           |
| 438714     | 2008 SG84  | 27 set 2008 | Sierra Stars      | F. Tozzi            | —         | MPC                           |
| 438715     | 2008 SN92  | 21 set 2008 | Kitt Peak         | Spacewatch          | —         | MPC                           |
| 438716     | 2008 SN94  | 22 ago 2004 | Kitt Peak         | Spacewatch          | —         | MPC                           |
| 438717     | 2008 SF96  | 21 set 2008 | Kitt Peak         | Spacewatch          | —         | MPC                           |
| 438718     | 2008 SF101 | 21 set 2008 | Kitt Peak         | Spacewatch          | —         | MPC                           |
| 438719     | 2008 SF102 | 21 set 2008 | Kitt Peak         | Spacewatch          | —         | MPC                           |
| 438720     | 2008 ST137 | 23 set 2008 | Kitt Peak         | Spacewatch          | —         | MPC                           |
| 438721     | 2008 SO211 | 28 set 2008 | Mount Lemmon      | Mount Lemmon Survey | —         | MPC                           |
| 438722     | 2008 SZ217 | 30 set 2008 | Mount Lemmon      | Mount Lemmon Survey | —         | MPC                           |
| 438723     | 2008 SH226 | 27 set 2008 | Bergisch Gladbach | W. Bickel           | —         | MPC                           |
| 438724     | 2008 SL242 | 29 set 2008 | Kitt Peak         | Spacewatch          | —         | MPC                           |
| 438725     | 2008 SU242 | 29 set 2008 | Kitt Peak         | Spacewatch          | —         | MPC                           |
| 438726     | 2008 SL248 | 20 set 2008 | Mount Lemmon      | Mount Lemmon Survey | —         | MPC                           |
| 438727     | 2008 SR287 | 23 set 2008 | Kitt Peak         | Spacewatch          | —         | MPC                           |
| 438728     | 2008 SZ297 | 20 set 2008 | Kitt Peak         | Spacewatch          | Mitidika  | MPC                           |
| 438729     | 2008 SH305 | 26 set 2008 | Kitt Peak         | Spacewatch          | —         | MPC                           |
| 438730     | 2008 SM305 | 27 set 2008 | Mount Lemmon      | Mount Lemmon Survey | —         | MPC                           |
| 438731     | 2008 SY306 | 29 set 2008 | Socorro           | LINEAR              | —         | MPC                           |
| 438732     | 2008 SQ309 | 24 set 2008 | Kitt Peak         | Spacewatch          | —         | MPC                           |
| 438733     | 2008 TO7   | 3 out 2008  | La Sagra          | Mallorca Obs.       | —         | MPC                           |
| 438734     | 2008 TL20  | 1 out 2008  | Mount Lemmon      | Mount Lemmon Survey | —         | MPC                           |
| 438735     | 2008 TL35  | 1 out 2008  | Mount Lemmon      | Mount Lemmon Survey | —         | MPC                           |
| 438736     | 2008 TE43  | 23 set 2008 | Catalina          | CSS                 | —         | MPC                           |
| 438737     | 2008 TD78  | 2 out 2008  | Mount Lemmon      | Mount Lemmon Survey | —         | MPC                           |
| 438738     | 2008 TX89  | 3 out 2008  | Kitt Peak         | Spacewatch          | —         | MPC                           |
| 438739     | 2008 TM94  | 27 set 2008 | Mount Lemmon      | Mount Lemmon Survey | —         | MPC                           |
| 438740     | 2008 TY94  | 5 out 2008  | La Sagra          | Mallorca Obs.       | —         | MPC                           |
| 438741     | 2008 TG116 | 6 out 2008  | Mount Lemmon      | Mount Lemmon Survey | Vesta     | MPC                           |
| 438742     | 2008 TP128 | 8 out 2008  | Catalina          | CSS                 | —         | MPC                           |
| 438743     | 2008 TL156 | 9 out 2008  | Kitt Peak         | Spacewatch          | —         | MPC                           |
| 438744     | 2008 TF161 | 1 out 2008  | Kitt Peak         | Spacewatch          | Juno      | MPC                           |
| 438745     | 2008 TA170 | 8 out 2008  | Kitt Peak         | Spacewatch          | —         | MPC                           |
| 438746     | 2008 TD172 | 9 out 2008  | Mount Lemmon      | Mount Lemmon Survey | —         | MPC                           |
| 438747     | 2008 TZ174 | 8 out 2008  | Mount Lemmon      | Mount Lemmon Survey | Vesta     | MPC                           |
| 438748     | 2008 TS187 | 8 out 2008  | Catalina          | CSS                 | —         | MPC                           |
| 438749     | 2008 TX188 | 10 out 2008 | Mount Lemmon      | Mount Lemmon Survey | —         | MPC                           |
| 438750     | 2008 UB36  | 26 set 2008 | Kitt Peak         | Spacewatch          | —         | MPC                           |
| 438751     | 2008 UP53  | 7 set 2008  | Mount Lemmon      | Mount Lemmon Survey | —         | MPC                           |
| 438752     | 2008 UR55  | 21 out 2008 | Kitt Peak         | Spacewatch          | —         | MPC                           |
| 438753     | 2008 US56  | 7 set 2008  | Mount Lemmon      | Mount Lemmon Survey | —         | MPC                           |
| 438754     | 2008 UP57  | 21 out 2008 | Kitt Peak         | Spacewatch          | —         | MPC                           |
| 438755     | 2008 UL62  | 21 out 2008 | Kitt Peak         | Spacewatch          | —         | MPC                           |
| 438756     | 2008 UG75  | 21 out 2008 | Kitt Peak         | Spacewatch          | —         | MPC                           |
| 438757     | 2008 UR97  | 27 set 2008 | Mount Lemmon      | Mount Lemmon Survey | —         | MPC                           |
| 438758     | 2008 UH109 | 21 out 2008 | Mount Lemmon      | Mount Lemmon Survey | —         | MPC                           |
| 438759     | 2008 UA133 | 23 out 2008 | Kitt Peak         | Spacewatch          | —         | MPC                           |
| 438760     | 2008 UF137 | 23 out 2008 | Kitt Peak         | Spacewatch          | —         | MPC                           |
| 438761     | 2008 UR163 | 7 set 2008  | Mount Lemmon      | Mount Lemmon Survey | —         | MPC                           |
| 438762     | 2008 UV177 | 24 out 2008 | Mount Lemmon      | Mount Lemmon Survey | —         | MPC                           |
| 438763     | 2008 UC179 | 24 out 2008 | Catalina          | CSS                 | —         | MPC                           |
| 438764     | 2008 UT186 | 24 out 2008 | Kitt Peak         | Spacewatch          | —         | MPC                           |
| 438765     | 2008 UV212 | 24 out 2008 | Kitt Peak         | Spacewatch          | —         | MPC                           |
| 438766     | 2008 UN223 | 25 out 2008 | Kitt Peak         | Spacewatch          | —         | MPC                           |
| 438767     | 2008 UO229 | 25 out 2008 | Kitt Peak         | Spacewatch          | —         | MPC                           |
| 438768     | 2008 UB264 | 4 ago 2008  | Siding Spring     | SSS                 | —         | MPC                           |
| 438769     | 2008 UC313 | 30 out 2008 | Catalina          | CSS                 | —         | MPC                           |
| 438770     | 2008 UX329 | 9 set 2008  | Mount Lemmon      | Mount Lemmon Survey | —         | MPC                           |
| 438771     | 2008 UR342 | 29 out 2008 | Kitt Peak         | Spacewatch          | —         | MPC                           |
| 438772     | 2008 UM343 | 25 out 2008 | Mount Lemmon      | Mount Lemmon Survey | —         | MPC                           |
| 438773     | 2008 UK349 | 1 out 2008  | Mount Lemmon      | Mount Lemmon Survey | —         | MPC                           |
| 438774     | 2008 UP349 | 11 nov 2004 | Kitt Peak         | Spacewatch          | —         | MPC                           |
| 438775     | 2008 UZ356 | 23 out 2008 | Kitt Peak         | Spacewatch          | —         | MPC                           |
| 438776     | 2008 UV357 | 24 out 2008 | Kitt Peak         | Spacewatch          | —         | MPC                           |
| 438777     | 2008 UQ358 | 26 out 2008 | Kitt Peak         | Spacewatch          | —         | MPC                           |
| 438778     | 2008 UZ369 | 25 out 2008 | Socorro           | LINEAR              | —         | MPC                           |
| 438779     | 2008 VR12  | 2 nov 2008  | Mount Lemmon      | Mount Lemmon Survey | —         | MPC                           |
| 438780     | 2008 VK28  | 2 nov 2008  | Vail-Jarnac       | Jarnac Obs.         | —         | MPC                           |
| 438781     | 2008 VF51  | 4 nov 2008  | Kitt Peak         | Spacewatch          | Mitidika  | MPC                           |
| 438782     | 2008 VO64  | 30 out 2008 | Catalina          | CSS                 | —         | MPC                           |
| 438783     | 2008 VX77  | 7 nov 2008  | Socorro           | LINEAR              | —         | MPC                           |
| 438784     | 2008 VH79  | 2 nov 2008  | Mount Lemmon      | Mount Lemmon Survey | Phocaea   | MPC                           |
| 438785     | 2008 WP49  | 18 nov 2008 | Catalina          | CSS                 | —         | MPC                           |
| 438786     | 2008 WF67  | 18 nov 2008 | Kitt Peak         | Spacewatch          | —         | MPC                           |
| 438787     | 2008 WM67  | 7 nov 2008  | Mount Lemmon      | Mount Lemmon Survey | —         | MPC                           |
| 438788     | 2008 WR81  | 7 nov 2008  | Mount Lemmon      | Mount Lemmon Survey | —         | MPC                           |
| 438789     | 2008 WP126 | 24 nov 2008 | Mount Lemmon      | Mount Lemmon Survey | —         | MPC                           |
| 438790     | 2008 WV139 | 30 nov 2008 | Socorro           | LINEAR              | —         | MPC                           |
| 438791     | 2008 XT1   | 1 dez 2008  | Skylive           | F. Tozzi            | —         | MPC                           |
| 438792     | 2008 XO3   | 2 dez 2008  | Socorro           | LINEAR              | —         | MPC                           |
| 438793     | 2008 XO8   | 7 nov 2008  | Mount Lemmon      | Mount Lemmon Survey | —         | MPC                           |
| 438794     | 2008 XC16  | 26 out 2008 | Mount Lemmon      | Mount Lemmon Survey | —         | MPC                           |
| 438795     | 2008 XU29  | 1 dez 2008  | Kitt Peak         | Spacewatch          | —         | MPC                           |
| 438796     | 2008 YX14  | 27 out 2008 | Kitt Peak         | Spacewatch          | —         | MPC                           |
| 438797     | 2008 YS20  | 21 dez 2008 | Mount Lemmon      | Mount Lemmon Survey | —         | MPC                           |
| 438798     | 2008 YQ30  | 29 dez 2008 | Calvin-Rehoboth   | L. A. Molnar        | —         | MPC                           |
| 438799     | 2008 YF38  | 19 nov 2008 | Mount Lemmon      | Mount Lemmon Survey | —         | MPC                           |
| 438800     | 2008 YN38  | 29 dez 2008 | Kitt Peak         | Spacewatch          | —         | MPC                           |

## 438801–438900
| Designação | Designação | Descoberta  | Descoberta         | Descobridor(es)     | Categoria | Mais informações / Referência |
| Permanente | Provisória | Data        | Local              | Descobridor(es)     | Categoria | Mais informações / Referência |
| ---------- | ---------- | ----------- | ------------------ | ------------------- | --------- | ----------------------------- |
| 438801     | 2008 YR48  | 29 dez 2008 | Mount Lemmon       | Mount Lemmon Survey | —         | MPC                           |
| 438802     | 2008 YC49  | 29 dez 2008 | Mount Lemmon       | Mount Lemmon Survey | —         | MPC                           |
| 438803     | 2008 YM50  | 1 dez 2008  | Mount Lemmon       | Mount Lemmon Survey | —         | MPC                           |
| 438804     | 2008 YD76  | 30 dez 2008 | Mount Lemmon       | Mount Lemmon Survey | —         | MPC                           |
| 438805     | 2008 YB84  | 31 dez 2008 | Kitt Peak          | Spacewatch          | Phocaea   | MPC                           |
| 438806     | 2008 YR86  | 20 nov 2008 | Mount Lemmon       | Mount Lemmon Survey | —         | MPC                           |
| 438807     | 2008 YN101 | 29 dez 2008 | Kitt Peak          | Spacewatch          | —         | MPC                           |
| 438808     | 2008 YR106 | 29 dez 2008 | Kitt Peak          | Spacewatch          | —         | MPC                           |
| 438809     | 2008 YG108 | 29 dez 2008 | Kitt Peak          | Spacewatch          | —         | MPC                           |
| 438810     | 2008 YO114 | 29 dez 2008 | Kitt Peak          | Spacewatch          | —         | MPC                           |
| 438811     | 2008 YJ125 | 22 dez 2008 | Kitt Peak          | Spacewatch          | —         | MPC                           |
| 438812     | 2008 YD135 | 6 nov 2008  | Mount Lemmon       | Mount Lemmon Survey | —         | MPC                           |
| 438813     | 2008 YC142 | 30 dez 2008 | Kitt Peak          | Spacewatch          | —         | MPC                           |
| 438814     | 2008 YF144 | 21 dez 2008 | Mount Lemmon       | Mount Lemmon Survey | —         | MPC                           |
| 438815     | 2008 YX148 | 31 dez 2008 | Kitt Peak          | Spacewatch          | —         | MPC                           |
| 438816     | 2008 YC153 | 31 dez 2008 | Kitt Peak          | Spacewatch          | —         | MPC                           |
| 438817     | 2008 YT158 | 30 dez 2008 | Kitt Peak          | Spacewatch          | —         | MPC                           |
| 438818     | 2008 YY171 | 30 dez 2008 | Mount Lemmon       | Mount Lemmon Survey | —         | MPC                           |
| 438819     | 2009 AP    | 1 jan 2009  | Kitt Peak          | Spacewatch          | —         | MPC                           |
| 438820     | 2009 AV8   | 6 out 2008  | Mount Lemmon       | Mount Lemmon Survey | —         | MPC                           |
| 438821     | 2009 AB12  | 12 set 2007 | Mount Lemmon       | Mount Lemmon Survey | Themis    | MPC                           |
| 438822     | 2009 AG12  | 14 set 2007 | Kitt Peak          | Spacewatch          | —         | MPC                           |
| 438823     | 2009 AZ13  | 2 jan 2009  | Mount Lemmon       | Mount Lemmon Survey | —         | MPC                           |
| 438824     | 2009 AN15  | 7 jan 2009  | Kitt Peak          | Spacewatch          | Juno      | MPC                           |
| 438825     | 2009 AD27  | 22 dez 2008 | Mount Lemmon       | Mount Lemmon Survey | —         | MPC                           |
| 438826     | 2009 BR1   | 17 jan 2009 | Tzec Maun          | F. Tozzi            | —         | MPC                           |
| 438827     | 2009 BB2   | 18 jan 2009 | Catalina           | CSS                 | Juno      | MPC                           |
| 438828     | 2009 BR7   | 29 out 2008 | Kitt Peak          | Spacewatch          | —         | MPC                           |
| 438829     | 2009 BY7   | 21 jan 2009 | Obs. de L' Ametlla | A. Garrigós-Sánchez | Ino       | MPC                           |
| 438830     | 2009 BD29  | 21 dez 2008 | Mount Lemmon       | Mount Lemmon Survey | —         | MPC                           |
| 438831     | 2009 BN40  | 16 jan 2009 | Kitt Peak          | Spacewatch          | —         | MPC                           |
| 438832     | 2009 BG42  | 16 jan 2009 | Kitt Peak          | Spacewatch          | —         | MPC                           |
| 438833     | 2009 BL43  | 6 nov 2008  | Mount Lemmon       | Mount Lemmon Survey | —         | MPC                           |
| 438834     | 2009 BU77  | 25 jan 2009 | Socorro            | LINEAR              | —         | MPC                           |
| 438835     | 2009 BA84  | 31 jan 2009 | Kitt Peak          | Spacewatch          | —         | MPC                           |
| 438836     | 2009 BR104 | 25 jan 2009 | Kitt Peak          | Spacewatch          | —         | MPC                           |
| 438837     | 2009 BK106 | 2 nov 2007  | Mount Lemmon       | Mount Lemmon Survey | —         | MPC                           |
| 438838     | 2009 BE109 | 30 jan 2009 | Mount Lemmon       | Mount Lemmon Survey | —         | MPC                           |
| 438839     | 2009 BE121 | 14 set 2007 | Mount Lemmon       | Mount Lemmon Survey | —         | MPC                           |
| 438840     | 2009 BD124 | 31 jan 2009 | Kitt Peak          | Spacewatch          | —         | MPC                           |
| 438841     | 2009 BC160 | 30 jan 2009 | Kitt Peak          | Spacewatch          | —         | MPC                           |
| 438842     | 2009 BM171 | 19 out 2007 | Catalina           | CSS                 | —         | MPC                           |
| 438843     | 2009 BH184 | 16 jan 2009 | Kitt Peak          | Spacewatch          | —         | MPC                           |
| 438844     | 2009 CE8   | 1 fev 2009  | Mount Lemmon       | Mount Lemmon Survey | Ino       | MPC                           |
| 438845     | 2009 CC25  | 31 dez 2008 | Mount Lemmon       | Mount Lemmon Survey | —         | MPC                           |
| 438846     | 2009 CJ30  | 1 fev 2009  | Kitt Peak          | Spacewatch          | —         | MPC                           |
| 438847     | 2009 CR31  | 1 fev 2009  | Kitt Peak          | Spacewatch          | —         | MPC                           |
| 438848     | 2009 CL44  | 2 fev 2009  | Catalina           | CSS                 | —         | MPC                           |
| 438849     | 2009 CA53  | 14 fev 2009 | Mount Lemmon       | Mount Lemmon Survey | —         | MPC                           |
| 438850     | 2009 CB61  | 14 fev 2009 | Mount Lemmon       | Mount Lemmon Survey | —         | MPC                           |
| 438851     | 2009 DO13  | 30 jul 2005 | Siding Spring      | SSS                 | —         | MPC                           |
| 438852     | 2009 DG22  | 25 mai 2006 | Kitt Peak          | Spacewatch          | —         | MPC                           |
| 438853     | 2009 DB39  | 22 fev 2009 | Mount Lemmon       | Mount Lemmon Survey | —         | MPC                           |
| 438854     | 2009 DX55  | 22 fev 2009 | Kitt Peak          | Spacewatch          | —         | MPC                           |
| 438855     | 2009 DR93  | 2 out 2006  | Mount Lemmon       | Mount Lemmon Survey | —         | MPC                           |
| 438856     | 2009 DL107 | 20 fev 2009 | Kitt Peak          | Spacewatch          | —         | MPC                           |
| 438857     | 2009 DF121 | 27 fev 2009 | Kitt Peak          | Spacewatch          | —         | MPC                           |
| 438858     | 2009 DA131 | 26 fev 2009 | Catalina           | CSS                 | —         | MPC                           |
| 438859     | 2009 DY141 | 20 fev 2009 | Catalina           | CSS                 | —         | MPC                           |
| 438860     | 2009 DG142 | 26 fev 2009 | Kitt Peak          | Spacewatch          | —         | MPC                           |
| 438861     | 2009 ER17  | 15 mar 2009 | Kitt Peak          | Spacewatch          | —         | MPC                           |
| 438862     | 2009 FX33  | 19 fev 2009 | Kitt Peak          | Spacewatch          | —         | MPC                           |
| 438863     | 2009 FY48  | 26 mar 2009 | Mount Lemmon       | Mount Lemmon Survey | —         | MPC                           |
| 438864     | 2009 FY63  | 29 mar 2009 | Kitt Peak          | Spacewatch          | —         | MPC                           |
| 438865     | 2009 FR73  | 26 mar 2009 | Kitt Peak          | Spacewatch          | —         | MPC                           |
| 438866     | 2009 FC74  | 31 mar 2009 | Kitt Peak          | Spacewatch          | —         | MPC                           |
| 438867     | 2009 FB75  | 29 mar 2009 | Socorro            | LINEAR              | —         | MPC                           |
| 438868     | 2009 HF7   | 17 abr 2009 | Kitt Peak          | Spacewatch          | —         | MPC                           |
| 438869     | 2009 HT35  | 20 abr 2009 | Mount Lemmon       | Mount Lemmon Survey | —         | MPC                           |
| 438870     | 2009 HL48  | 19 abr 2009 | Kitt Peak          | Spacewatch          | —         | MPC                           |
| 438871     | 2009 HU60  | 19 abr 2009 | Mount Lemmon       | Mount Lemmon Survey | —         | MPC                           |
| 438872     | 2009 HG70  | 26 mar 2009 | Kitt Peak          | Spacewatch          | —         | MPC                           |
| 438873     | 2009 HM71  | 22 abr 2009 | Mount Lemmon       | Mount Lemmon Survey | —         | MPC                           |
| 438874     | 2009 HY71  | 25 abr 2009 | Črni Vrh           | Črni Vrh            | —         | MPC                           |
| 438875     | 2009 HT92  | 30 abr 2009 | Kitt Peak          | Spacewatch          | —         | MPC                           |
| 438876     | 2009 HP96  | 23 abr 2009 | Kitt Peak          | Spacewatch          | Eos       | MPC                           |
| 438877     | 2009 HS102 | 23 abr 2009 | Kitt Peak          | Spacewatch          | —         | MPC                           |
| 438878     | 2009 HP103 | 19 abr 2009 | Kitt Peak          | Spacewatch          | —         | MPC                           |
| 438879     | 2009 RF15  | 12 set 2009 | Kitt Peak          | Spacewatch          | —         | MPC                           |
| 438880     | 2009 RQ15  | 12 set 2009 | Kitt Peak          | Spacewatch          | —         | MPC                           |
| 438881     | 2009 RD28  | 10 set 2009 | ESA OGS            | ESA OGS             | —         | MPC                           |
| 438882     | 2009 SS46  | 17 mar 2005 | Mount Lemmon       | Mount Lemmon Survey | —         | MPC                           |
| 438883     | 2009 SA67  | 17 set 2009 | Kitt Peak          | Spacewatch          | —         | MPC                           |
| 438884     | 2009 SW109 | 17 set 2009 | Catalina           | CSS                 | —         | MPC                           |
| 438885     | 2009 SN154 | 20 set 2009 | Kitt Peak          | Spacewatch          | —         | MPC                           |
| 438886     | 2009 SP163 | 21 set 2009 | Kitt Peak          | Spacewatch          | —         | MPC                           |
| 438887     | 2009 SC252 | 21 set 2009 | Kitt Peak          | Spacewatch          | —         | MPC                           |
| 438888     | 2009 SR262 | 23 set 2009 | Kitt Peak          | Spacewatch          | —         | MPC                           |
| 438889     | 2009 SA313 | 18 set 2009 | Kitt Peak          | Spacewatch          | —         | MPC                           |
| 438890     | 2009 SM359 | 22 set 2009 | Kitt Peak          | Spacewatch          | —         | MPC                           |
| 438891     | 2009 TZ34  | 14 out 2009 | La Sagra           | Mallorca Obs.       | —         | MPC                           |
| 438892     | 2009 UO11  | 25 set 2009 | Kitt Peak          | Spacewatch          | —         | MPC                           |
| 438893     | 2009 UT31  | 18 out 2009 | Mount Lemmon       | Mount Lemmon Survey | —         | MPC                           |
| 438894     | 2009 UL55  | 23 out 2009 | Mount Lemmon       | Mount Lemmon Survey | —         | MPC                           |
| 438895     | 2009 UZ120 | 24 out 2009 | Catalina           | CSS                 | —         | MPC                           |
| 438896     | 2009 VZ102 | 10 mai 2008 | Catalina           | CSS                 | —         | MPC                           |
| 438897     | 2009 WN    | 16 nov 2009 | Catalina           | CSS                 | —         | MPC                           |
| 438898     | 2009 WD27  | 16 nov 2009 | Kitt Peak          | Spacewatch          | —         | MPC                           |
| 438899     | 2009 WC32  | 16 nov 2009 | Kitt Peak          | Spacewatch          | —         | MPC                           |
| 438900     | 2009 WP45  | 18 nov 2009 | Kitt Peak          | Spacewatch          | —         | MPC                           |

## 438901–439000
| Designação   | Designação | Descoberta  | Descoberta    | Descobridor(es)     | Categoria | Mais informações / Referência |
| Permanente   | Provisória | Data        | Local         | Descobridor(es)     | Categoria | Mais informações / Referência |
| ------------ | ---------- | ----------- | ------------- | ------------------- | --------- | ----------------------------- |
| 438901       | 2009 WP103 | 25 out 2005 | Kitt Peak     | Spacewatch          | —         | MPC                           |
| 438902       | 2009 WF104 | 23 nov 2009 | Mount Lemmon  | Mount Lemmon Survey | —         | MPC                           |
| 438903       | 2009 WM119 | 20 nov 2009 | Kitt Peak     | Spacewatch          | —         | MPC                           |
| 438904       | 2009 WT209 | 17 nov 2009 | Kitt Peak     | Spacewatch          | —         | MPC                           |
| 438905       | 2009 WZ210 | 18 nov 2009 | Kitt Peak     | Spacewatch          | —         | MPC                           |
| 438906       | 2009 WG245 | 9 nov 2009  | Kitt Peak     | Spacewatch          | —         | MPC                           |
| 438907       | 2009 WC263 | 24 nov 2009 | Kitt Peak     | Spacewatch          | —         | MPC                           |
| 438908       | 2009 XO    | 9 dez 2009  | La Sagra      | Mallorca Obs.       | —         | MPC                           |
| 438909       | 2009 XX17  | 15 dez 2009 | Mount Lemmon  | Mount Lemmon Survey | —         | MPC                           |
| 438910       | 2009 XJ19  | 15 dez 2009 | Mount Lemmon  | Mount Lemmon Survey | —         | MPC                           |
| 438911       | 2009 YG5   | 17 dez 2009 | Mount Lemmon  | Mount Lemmon Survey | —         | MPC                           |
| 438912       | 2009 YH13  | 18 dez 2009 | Mount Lemmon  | Mount Lemmon Survey | —         | MPC                           |
| 438913       | 2010 AE81  | 8 jan 2010  | Catalina      | CSS                 | —         | MPC                           |
| 438914       | 2010 BU65  | 21 jan 2010 | WISE          | WISE                | —         | MPC                           |
| 438915       | 2010 CJ5   | 8 jan 2010  | Mount Lemmon  | Mount Lemmon Survey | —         | MPC                           |
| 438916       | 2010 CY13  | 10 fev 2010 | WISE          | WISE                | —         | MPC                           |
| 438917       | 2010 CH16  | 5 dez 2007  | Kitt Peak     | Spacewatch          | —         | MPC                           |
| 438918       | 2010 CS22  | 9 fev 2010  | Kitt Peak     | Spacewatch          | —         | MPC                           |
| 438919       | 2010 CB36  | 8 jan 2010  | Mount Lemmon  | Mount Lemmon Survey | —         | MPC                           |
| 438920       | 2010 CZ42  | 9 fev 2010  | Catalina      | CSS                 | —         | MPC                           |
| 438921       | 2010 CK59  | 14 fev 2010 | Socorro       | LINEAR              | —         | MPC                           |
| 438922       | 2010 CQ81  | 13 fev 2010 | Mount Lemmon  | Mount Lemmon Survey | —         | MPC                           |
| 438923       | 2010 CJ84  | 14 fev 2010 | Kitt Peak     | Spacewatch          | —         | MPC                           |
| 438924       | 2010 CL89  | 14 fev 2010 | Mount Lemmon  | Mount Lemmon Survey | —         | MPC                           |
| 438925       | 2010 CC103 | 31 jan 2006 | Kitt Peak     | Spacewatch          | —         | MPC                           |
| 438926       | 2010 CW103 | 14 fev 2010 | Kitt Peak     | Spacewatch          | —         | MPC                           |
| 438927       | 2010 CL166 | 13 fev 2010 | Kitt Peak     | Spacewatch          | —         | MPC                           |
| 438928       | 2010 DQ75  | 17 fev 2010 | Kitt Peak     | Spacewatch          | —         | MPC                           |
| 438929       | 2010 EJ39  | 14 abr 2001 | Kitt Peak     | Spacewatch          | —         | MPC                           |
| 438930       | 2010 ET44  | 13 mar 2010 | Dauban        | F. Kugel            | —         | MPC                           |
| 438931       | 2010 EB139 | 10 jan 2010 | WISE          | WISE                | —         | MPC                           |
| 438932       | 2010 FZ2   | 18 fev 2010 | Mount Lemmon  | Mount Lemmon Survey | —         | MPC                           |
| 438933       | 2010 FS22  | 1 out 2008  | Kitt Peak     | Spacewatch          | —         | MPC                           |
| 438934       | 2010 FN84  | 13 out 2007 | Mount Lemmon  | Mount Lemmon Survey | —         | MPC                           |
| 438935       | 2010 GU100 | 5 abr 2010  | Mount Lemmon  | Mount Lemmon Survey | —         | MPC                           |
| 438936       | 2010 GB102 | 5 abr 2010  | Kitt Peak     | Spacewatch          | —         | MPC                           |
| 438937       | 2010 GL155 | 15 abr 2010 | WISE          | WISE                | —         | MPC                           |
| 438938       | 2010 GR156 | 8 abr 2010  | Kitt Peak     | Spacewatch          | —         | MPC                           |
| 438939       | 2010 GQ161 | 14 abr 2010 | Mount Lemmon  | Mount Lemmon Survey | Eos       | MPC                           |
| 438940       | 2010 HP48  | 24 abr 2010 | WISE          | WISE                | —         | MPC                           |
| 438941       | 2010 HY56  | 25 abr 2010 | WISE          | WISE                | —         | MPC                           |
| 438942       | 2010 JC31  | 19 mar 2010 | Kitt Peak     | Spacewatch          | —         | MPC                           |
| 438943       | 2010 JB45  | 15 abr 2010 | Kitt Peak     | Spacewatch          | —         | MPC                           |
| 438944       | 2010 JX72  | 6 mai 2010  | Kitt Peak     | Spacewatch          | —         | MPC                           |
| 438945       | 2010 JW76  | 14 abr 2010 | Mount Lemmon  | Mount Lemmon Survey | —         | MPC                           |
| 438946       | 2010 JG135 | 14 mai 2010 | WISE          | WISE                | —         | MPC                           |
| 438947       | 2010 JG149 | 9 abr 2010  | Kitt Peak     | Spacewatch          | —         | MPC                           |
| 438948       | 2010 JL154 | 5 mai 2010  | Mount Lemmon  | Mount Lemmon Survey | —         | MPC                           |
| 438949       | 2010 KR8   | 26 nov 2003 | Kitt Peak     | Spacewatch          | —         | MPC                           |
| 438950       | 2010 KS35  | 7 abr 2010  | Mount Lemmon  | Mount Lemmon Survey | —         | MPC                           |
| 438951       | 2010 KT38  | 16 out 2007 | Mount Lemmon  | Mount Lemmon Survey | —         | MPC                           |
| 438952       | 2010 KA105 | 29 mai 2010 | WISE          | WISE                | —         | MPC                           |
| 438953       | 2010 KH118 | 19 mai 2010 | Catalina      | CSS                 | —         | MPC                           |
| 438954       | 2010 LK10  | 2 jun 2010  | WISE          | WISE                | —         | MPC                           |
| 438955       | 2010 LN14  | 6 jun 2010  | Nogales       | Tenagra II Obs.     | —         | MPC                           |
| 438956       | 2010 LQ17  | 3 jun 2010  | WISE          | WISE                | —         | MPC                           |
| 438957       | 2010 LN60  | 10 jun 2010 | WISE          | WISE                | —         | MPC                           |
| 438958       | 2010 LF77  | 29 out 2005 | Catalina      | CSS                 | —         | MPC                           |
| 438959       | 2010 LR83  | 11 jun 2010 | WISE          | WISE                | —         | MPC                           |
| 438960       | 2010 LO86  | 11 jun 2010 | WISE          | WISE                | —         | MPC                           |
| 438961       | 2010 LF87  | 1 out 2005  | Catalina      | CSS                 | —         | MPC                           |
| 438962       | 2010 LA97  | 13 jun 2010 | WISE          | WISE                | —         | MPC                           |
| 438963       | 2010 LG114 | 13 jun 2010 | WISE          | WISE                | —         | MPC                           |
| 438964       | 2010 MC1   | 19 jun 2010 | Catalina      | CSS                 | —         | MPC                           |
| 438965       | 2010 MR9   | 25 out 2005 | Catalina      | CSS                 | —         | MPC                           |
| 438966       | 2010 ML12  | 16 nov 2006 | Kitt Peak     | Spacewatch          | —         | MPC                           |
| 438967       | 2010 MT14  | 17 jun 2010 | WISE          | WISE                | —         | MPC                           |
| 438968       | 2010 ME57  | 24 jun 2010 | WISE          | WISE                | —         | MPC                           |
| 438969       | 2010 MJ71  | 25 jun 2010 | WISE          | WISE                | —         | MPC                           |
| 438970       | 2010 MQ84  | 5 dez 2005  | Kitt Peak     | Spacewatch          | —         | MPC                           |
| 438971       | 2010 MJ97  | 28 jun 2010 | WISE          | WISE                | —         | MPC                           |
| 438972       | 2010 MW101 | 29 jun 2010 | WISE          | WISE                | —         | MPC                           |
| 438973 Masci | 2010 NW15  | 2 jul 2010  | WISE          | WISE                | —         | MPC                           |
| 438974       | 2010 NT43  | 16 mai 2009 | Kitt Peak     | Spacewatch          | —         | MPC                           |
| 438975       | 2010 NY53  | 10 jul 2010 | WISE          | WISE                | —         | MPC                           |
| 438976       | 2010 NY54  | 10 jul 2010 | WISE          | WISE                | —         | MPC                           |
| 438977       | 2010 OQ23  | 5 abr 2008  | Mount Lemmon  | Mount Lemmon Survey | —         | MPC                           |
| 438978       | 2010 OE53  | 25 nov 2005 | Kitt Peak     | Spacewatch          | —         | MPC                           |
| 438979       | 2010 OM56  | 23 jul 2010 | WISE          | WISE                | —         | MPC                           |
| 438980       | 2010 OJ63  | 17 jun 2010 | Mount Lemmon  | Mount Lemmon Survey | —         | MPC                           |
| 438981       | 2010 OE76  | 30 out 2005 | Mount Lemmon  | Mount Lemmon Survey | —         | MPC                           |
| 438982       | 2010 PU36  | 3 dez 2005  | Kitt Peak     | Spacewatch          | —         | MPC                           |
| 438983       | 2010 PT52  | 8 ago 2010  | WISE          | WISE                | —         | MPC                           |
| 438984       | 2010 PD63  | 17 nov 2006 | Kitt Peak     | Spacewatch          | Brangane  | MPC                           |
| 438985       | 2010 RP40  | 5 dez 1999  | Kitt Peak     | Spacewatch          | —         | MPC                           |
| 438986       | 2010 RR45  | 3 set 2010  | Mount Lemmon  | Mount Lemmon Survey | —         | MPC                           |
| 438987       | 2010 RC65  | 3 set 2010  | Mount Lemmon  | Mount Lemmon Survey | —         | MPC                           |
| 438988       | 2010 SP9   | 2 set 2010  | Mount Lemmon  | Mount Lemmon Survey | —         | MPC                           |
| 438989       | 2010 SO12  | 13 abr 2004 | Kitt Peak     | Spacewatch          | —         | MPC                           |
| 438990       | 2010 SG13  | 27 set 2010 | Kitt Peak     | Spacewatch          | —         | MPC                           |
| 438991       | 2010 SB36  | 28 jan 2007 | Mount Lemmon  | Mount Lemmon Survey | —         | MPC                           |
| 438992       | 2010 SQ38  | 14 jun 2010 | Mount Lemmon  | Mount Lemmon Survey | —         | MPC                           |
| 438993       | 2010 SW41  | 27 out 2005 | Anderson Mesa | LONEOS              | —         | MPC                           |
| 438994       | 2010 TW19  | 2 mar 2008  | Kitt Peak     | Spacewatch          | —         | MPC                           |
| 438995       | 2010 TL25  | 22 ago 2004 | Kitt Peak     | Spacewatch          | —         | MPC                           |
| 438996       | 2010 TN99  | 27 fev 2008 | Kitt Peak     | Spacewatch          | —         | MPC                           |
| 438997       | 2010 TC154 | 4 nov 2005  | Kitt Peak     | Spacewatch          | —         | MPC                           |
| 438998       | 2010 UM16  | 8 out 2010  | Catalina      | CSS                 | —         | MPC                           |
| 438999       | 2010 UL106 | 30 out 2010 | Mount Lemmon  | Mount Lemmon Survey | —         | MPC                           |
| 439000       | 2010 VL29  | 12 ago 2010 | Kitt Peak     | Spacewatch          | —         | MPC                           |